# Nigeria
Nigeria (en inglés: [naɪˈdʒɪəɹɪə] (escucharⓘ)), oficialmente República Federal de Nigeria (en inglés Federal Republic of Nigeria), es un país de África occidental, que limita con Níger al norte, con Chad en el nordeste, con Camerún en el este y con Benín en el oeste. Su costa sur está localizada en el golfo de Guinea en el océano Atlántico. La federación comprende treinta y seis estados y el Territorio de la Capital Federal, donde está localizada la capital, Abuya. La constitución define a Nigeria como un Estado secular con separación de poderes.
Nigeria ha sido la cuna de varios reinos y Estados antiguos y autóctonos durante milenios. El Estado moderno se originó a partir del dominio colonial británico, a partir del siglo XIX, y tomó su forma territorial actual con la fusión del Protectorado de Nigeria del Sur y el Protectorado de Nigeria del Norte en 1914 por Lord Fredrick Lugard. Los británicos establecieron estructuras administrativas y legales mientras practicaban el gobierno indirecto a través de jefaturas tradicionales. 
Nigeria se convirtió en una federación formalmente independiente en 1960. Experimentó una guerra civil de 1967 a 1970. Posteriormente alternó entre gobiernos civiles y dictaduras militares hasta que logró una democracia estable en 1999, siendo las elecciones presidenciales de 2011 las primeras en ser consideradas como razonablemente libres y justas.
Nigeria se conoce a menudo como el «Gigante de África», debido a su gran población y economía. Con 222,5 millones de habitantes, Nigeria es el sexto país más poblado del mundo y el más poblado de África. En 2020 Nigeria tenía la población juvenil más grande del mundo, con el 70 % de la población teniendo menos de treinta años y el 42 % teniendo menos de quince años. Nigeria es la vigésima economía más grande del mundo a partir de 2015, con un valor de más de $ 500 000 millones y $ 1 billón en términos de PIB nominal y paridad de poder adquisitivo, respectivamente. La relación deuda / PIB de 2013 fue del 11 %.
Nigeria es un Estado multinacional, habitado por 250 grupos étnicos, de los cuales los tres más grandes son los hausa y fulani, los yoruba y los igbo. Estos grupos étnicos hablan más de 500 idiomas distintos y se identifican con una amplia variedad de culturas. El idioma oficial de Nigeria es el inglés, elegido para facilitar la unidad lingüística a nivel nacional. Nigeria está dividida aproximadamente en partes iguales entre cristianos, que viven principalmente en la parte sur del país, y musulmanes, que viven principalmente en el norte. Una minoría de la población practica religiones indígenas de Nigeria, como las nativas de las etnias igbo y yoruba.
Nigeria es considerada como un mercado emergente por el Banco Mundial; ha sido identificada como una potencia regional en el continente africano, una potencia intermedia en asuntos internacionales, y también como una potencia global emergente. Sin embargo, en 2021 ocupó el puesto 163 en el Índice de Desarrollo Humano a nivel global. Nigeria es miembro del grupo de países MINT, que son ampliamente vistos como las próximas economías «BRIC» del mundo. También figura entre las «próximas once» economías que se convertirán en las más grandes del mundo.
Nigeria es miembro fundador de la Unión Africana y miembro de muchas otras organizaciones internacionales, incluidas las Naciones Unidas, la Mancomunidad de Naciones, la Comunidad Económica de Estados de África Occidental (CEDEAO/ECOWAS) y la Organización de Países Exportadores de Petróleo (OPEP).

## Etimología
El nombre Nigeria fue tomado del río Níger que atraviesa el país. Este nombre fue acuñado a fines del siglo XIX por la periodista británica Flora Shaw, quien luego se casó con Lord Lugard, un administrador colonial británico. El origen del nombre Níger, que originalmente se aplicaba solo a los tramos medios del río Níger, es incierto. La palabra es probablemente una alteración del nombre egerew n-igerewen (río de ríos) utilizado por los habitantes a lo largo del curso medio del río alrededor de Tombuctú antes del colonialismo europeo del siglo XIX.

## Historia
El Imperio Kanem-Bornu cerca del lago Oiiee dominó el norte de Nigeria a partir del siglo XIII durante casi seiscientos años, prosperando gracias al comercio norte-sur con los bereberes del norte. En los primeros años del siglo XIX, la mayoría de las zonas norteñas quedaron bajo el control de un imperio islámico con sede en Sokoto.
El reino de Oyo en el suroeste y el reino de Benín en el sureste desarrollaron elaborados sistemas de organización política en los siglos XV, XVI y XVII. Ife y Benín son conocidos por sus preciados trabajos artísticos en marfil, madera, bronce y latón.

Situación territorial en África occidental hacia 1875

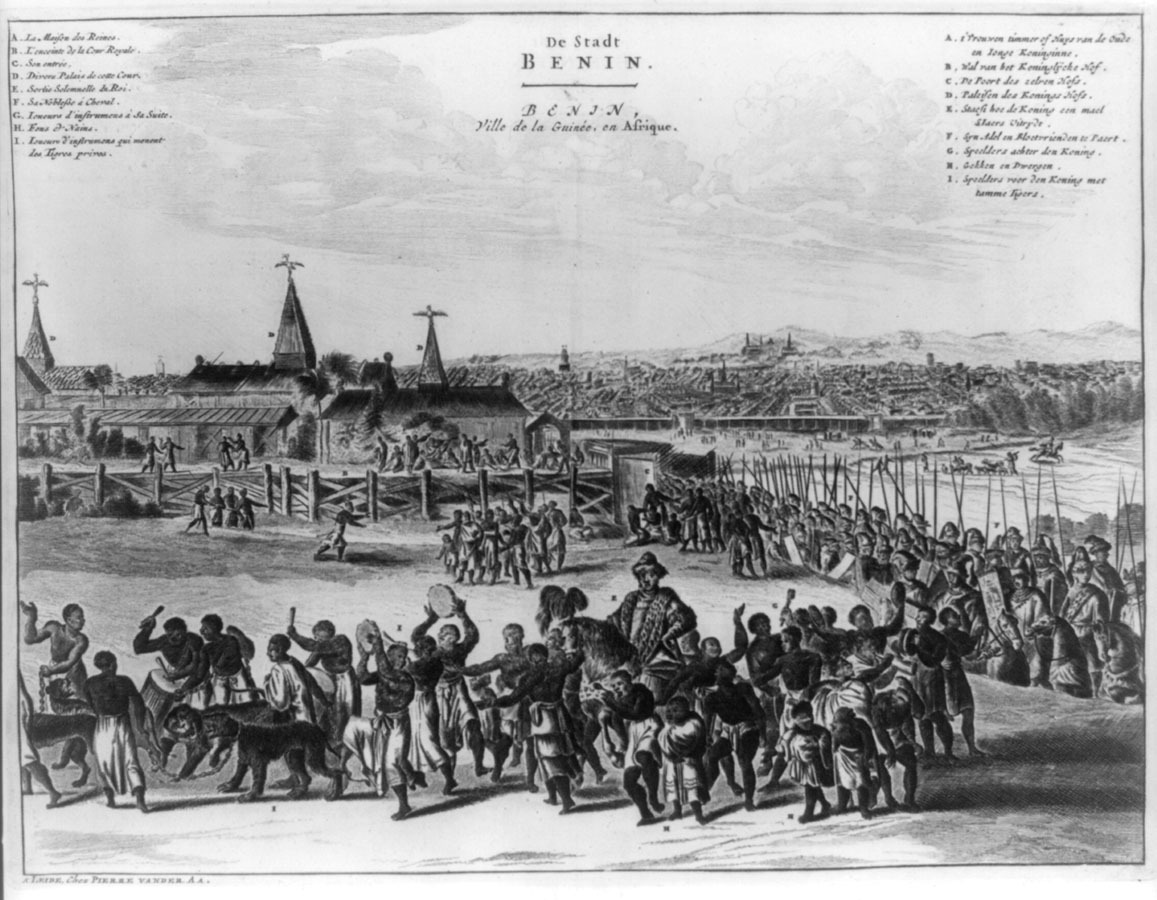
Ilustración de Ciudad de Benín, en la actual Nigeria

En los siglos XVII y XIX, los comerciantes europeos establecieron puertos costeros para el tráfico de esclavos destinados al continente americano. El comercio de mercancías reemplazó a la trata de esclavos en el siglo XIX.
La Real Compañía del Níger fue establecida por el Gobierno británico en 1886. Nigeria se convirtió en un protectorado británico en 1901 y en una colonia en 1914. En respuesta al crecimiento del nacionalismo nigeriano después de la Segunda Guerra Mundial, los británicos reemplazaron la colonia por una especie de autonomía bajo base federal.
El nombre Nigeria apareció por primera vez en forma impresa en el periódico The Times en 1897. Le dio el nombre Flora Shaw, la futura esposa del Barón Lugard, un administrador británico del siglo XIX.[cita requerida]
A Nigeria le fue concedida la independencia total el 1 de octubre de 1960, como una federación de tres regiones, cada una reteniendo un sustancial grado de autonomía.
En 1966, dos golpes de Estado sucesivos por diferentes grupos de oficiales del ejército llevaron al país al gobierno militar. Los líderes del segundo golpe intentaron incrementar el poder del Gobierno federal y reemplazaron los Gobiernos regionales por doce Gobiernos estatales. Los igbos, el grupo étnico dominante de la región oriental, declararon la independencia como la República de Biafra en 1967, seguido de persecuciones en los estados del Norte que condujeron al exterminio de 30 000 igbos. Tras la declaración de independencia de Biafra, la guerra estalló con el Gobierno federal. Bajo los brigadieres Adekunle, Obasanjo y Murtala Mohammed, un plan de ataque sistemático y anfibio que comprendía bombardeos aéreos fuertes y hambruna, obligó a los rebeldes biafreños a capitular. El 15 de enero, enfrentado a la opción de rendirse y a la destrucción total de la población biafreña, Philip Effiong, jefe de Estado Mayor del ejército rebelde aceptó las condiciones de rendición ante Yakubu Gowon, jefe del Norte dominado por el Gobierno federal.
En 1975 un sangriento golpe de Estado derrocó a Gowon y llevó a Murtala Ramat Mohammed al poder, que prometió el regreso del gobierno civil. Sin embargo, fue asesinado en un golpe abortado, y fue sucedido por su jefe de Estado Mayor, Olusegun Obasanjo. Se redactó una nueva constitución en 1977, y se celebraron elecciones en 1979, que fueron ganadas por Shehu Shagari.
Nigeria retornó al gobierno militar en 1983, a través de un golpe que estableció el Consejo Supremo Militar como el nuevo ente gobernador del país. M. K. O. Abiola ganó la elección presidencial de junio de 1993, que fue cancelada por el Gobierno militar del general Ibrahim Babangida. Se estableció un Gobierno nacional interino, encabezado por el jefe Ernest Shonekan. El Gobierno fue declarado ilegal e inconstitucional por una Alta Corte, y el general Sani Abacha asumió el poder. Encarceló a M. K. O. Abiola y saqueó el Tesoro Nacional. Muchas personas fueron asesinadas durante el régimen de Babangida y Abacha; entre los más notables está Ken Saro-Wiwa. Ken Saro-Wiwa fue un periodista conocido y respetado internacionalmente cuyo asesinato sacudió a muchos dentro y fuera del mundo del periodismo. Su familia fue a juicio y levantó cargos contra el Gobierno nigeriano a través de la sistema de cortes de Nueva York.
El régimen del terror de Abacha llegó a su fin cuando murió repentinamente y en 1998 Abdulsalami Abubakar se convirtió en líder del Consejo Gobernante Provisional. 
Levantó la suspensión de la constitución de 1979 para liberar al jefe M. K. O. Abiola, el ganador de la elección de 1993 antes que este último muriera en julio de 1998, hecho que los peritos médicos atribuyeron inicialmente a causas naturales; más tarde, este fallecimiento fue considerado como muerte por sustancia venenosa. Los casos de la Corte desde la muerte de Abiola han traído a la luz que fue envenenado.[cita requerida]
En 1999, Nigeria eligió a Olusegun Obasanjo como presidente en sus primeras elecciones en dieciséis años. Obasanjo y su partido ganaron también las turbulentas elecciones de 2003. El éxito del sueño democrático en Nigeria presenta serias dudas tras el asesinato del que fue ministro de Justicia, Bola Ige, un abogado por la paz, la justicia y la apertura política; y en particular por las elecciones legislativas y presidenciales de 2007 que presentaron irregularidades y por una serie de enfrentamientos que provocaron la muerte de varias personas.

## Política
La constitución de Nigeria es de 1999. Nigeria es una república federal y presidencialista basada en el modelo de Estados Unidos, con un poder ejecutivo ejercido por el presidente y con rasgos del modelo del sistema de Westminster en la composición y manejo de la cámara alta y baja del sistema legislativo. El actual presidente de Nigeria es Bola Tinubu, quien sucedió a Muhammadu Buhari en el 2023.
El presidente es el jefe de Estado y el jefe del poder ejecutivo, según la constitución de 1999. El presidente es elegido por la población con derecho a voto por un mandato de cuatro años, siendo renovable una vez.

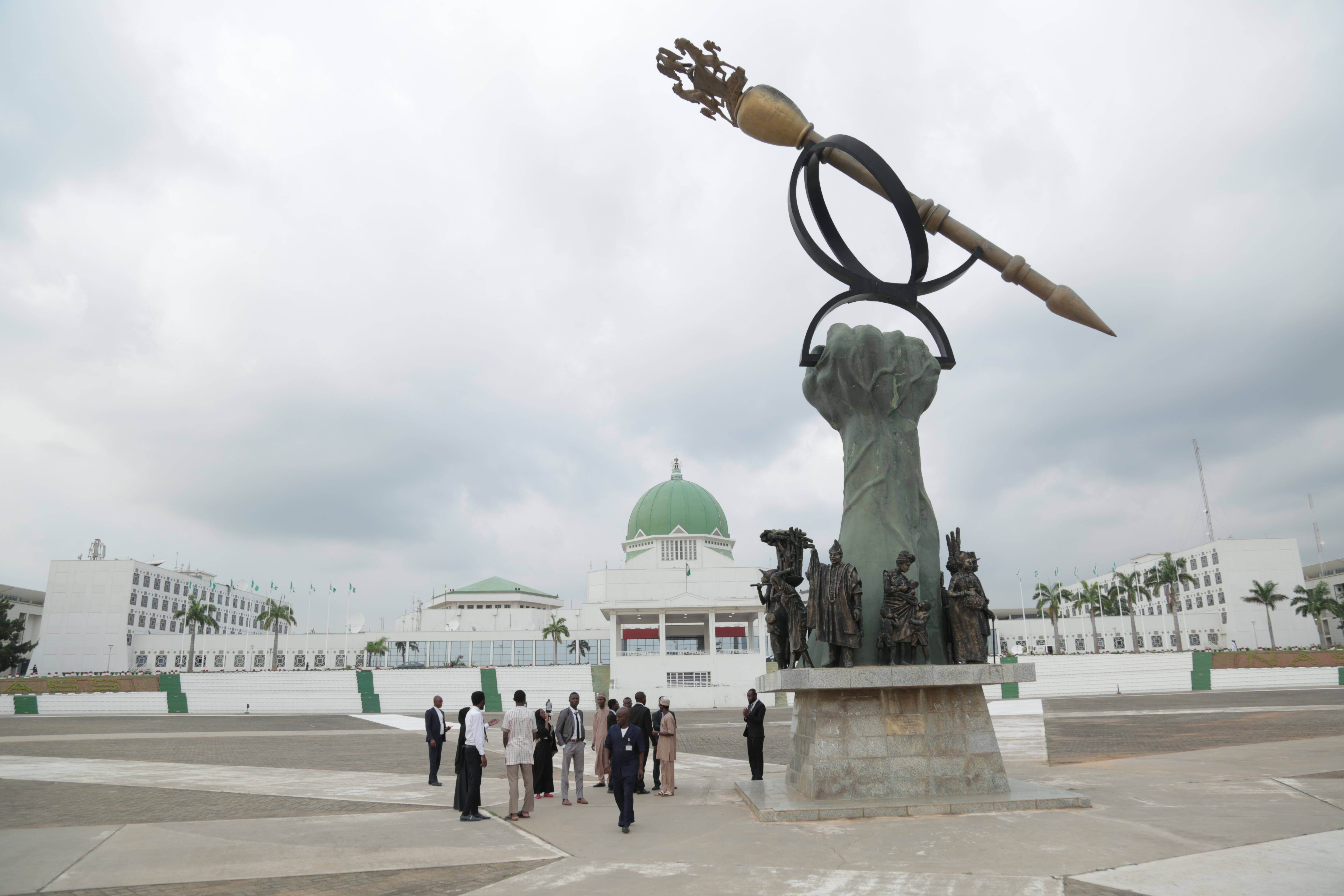
Sede de la Asamblea Nacional de Nigeria

Bola Tinubu, quien fue gobernador de Lagos entre 1999 y 2007,[cita requerida] es el actual presidente del país, al imponerse por mayoría relativa con el 36 % de los votos válidos emitidos en las elecciones celebradas el 25 de febrero de 2023. Buhari ya había sido candidato a la presidencia y derrotado en los comicios de 2003, 2007 y 2011.
Las primeras elecciones tras el golpe militar de 1983 fueron las Elecciones parlamentarias de Nigeria de 1992.
El Parlamento de Nigeria se llama Asamblea Nacional (National Assembly en inglés) y se compone de dos cámaras: la Cámara de Representantes y el Senado (House of Representatives y Senate en inglés). La Cámara de Representantes cuenta con 360 diputados y el Senado con 109 miembros. Los miembros de la Cámara de Representantes se eligen por mayoría simple en circunscripciones uninominales por un periodo de cuatro años. Para las elecciones al Senado cada estado de Nigeria se divide en tres circunscripciones, en cada una de las cuales se elige a un senador por mayoría simple por un periodo de cuatro años. Además se elige a un senador en el Territorio de la Capital Federal.

### Partidos políticos
En 2022, el Senado y la Cámara de Representantes de Nigeria están dominados por tres partidos:
El Partido Democrático Popular (People's Democratic Party) fue el partido gobernante durante los primeros 16 años de la Cuarta República. Se esfuerza por rehabilitar su imagen negativa de la era Jonathan antes de las elecciones anticorrupción de 2015. En este sentido, el principal candidato, Abubakar, parece tener que vérselas con gobernadores estatales inconformistas de su propio partido (especialmente el gobernador Wike) más que con sus adversarios políticos.
El Congreso de Todos los Progresistas (All Progressives Congress) es una coalición de partidos progresistas más pequeños formada para oponerse al Presidente Jonathan, considerado por algunos de sus oponentes como corrupto. Los progresistas llevaron a Muhammadu Buhari a la presidencia en 2015 y han sido el partido gobernante desde entonces. Con los generalmente respetados ministros Fashola (Obras Públicas) y Amaechi (Transporte), los progresistas se presentan a sí mismos como una alternativa competente.
El Partido Laborista de Nigeria (Labour Party) ha sido hasta ahora un outsider en la Cuarta República. Esto podría cambiar con las elecciones presidenciales de 2023, ya que el candidato laborista y empresario Peter Obi (en octubre de 2022) lidera significativamente en algunas encuestas de opinión. En el Día Nacional, el 1 de octubre de 2022, el mitin electoral laborista en Lagos registro un gran afluencia. También se celebraron «marchas del millón» en una docena de otras ciudades como Aba, Kaduna y Asaba.

### Leyes

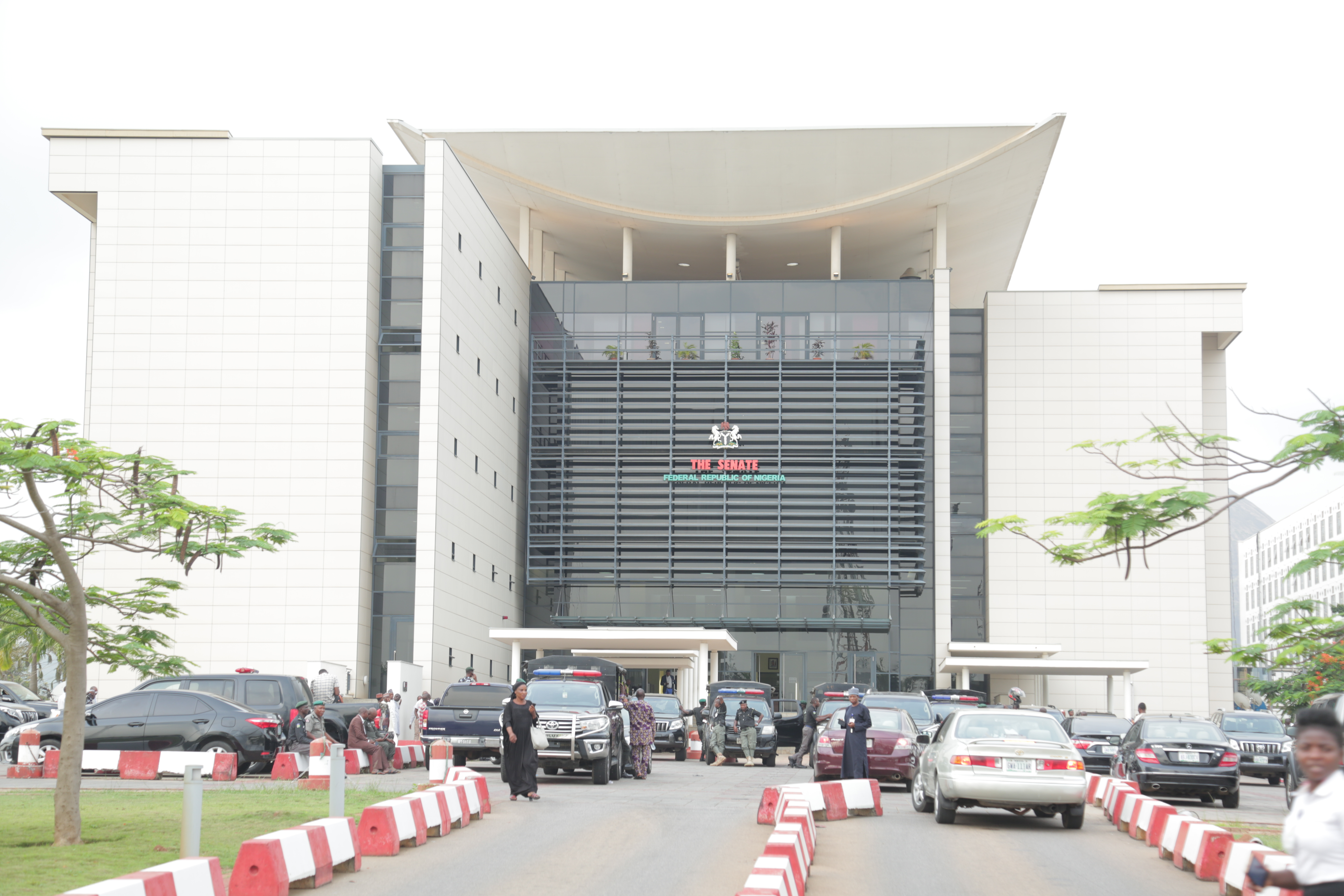
Edificio del Senado de Nigeria

La Constitución de Nigeria es la ley suprema del país. Existen cuatro sistemas jurídicos distintos en Nigeria, que incluyen el derecho inglés, el derecho anglosajón, el derecho consuetudinario y la sharia (aplicada solo en algunas partes de Nigeria):
- El derecho inglés en Nigeria consiste en la recopilación de leyes británicas de la época colonial.
- El Derecho Anglosajón es el conjunto de decisiones judiciales autorizadas en el ámbito del derecho civil (los llamados precedentes) que se han dictado en el país en cuestión, en este caso Nigeria. (Este sistema se encuentra principalmente en los países anglosajones; en Europa continental, en cambio, predomina el derecho civil codificado y, en la medida de lo posible, abstraído, como en el Código Napoleón en Francia).[47]
- El derecho consuetudinario se deriva de las normas y prácticas tradicionales indígenas, incluidas las reuniones de resolución de disputas de las sociedades secretas de la tierra yoruba precoloniales y los Èkpè y Okónkò de Igboland e Ibibioland.[48]
- La sharia (también conocida como ley islámica) sólo se utilizaba en el norte de Nigeria, donde el islam es la religión predominante. Los musulmanes también la utilizan en los estados de Lagos, Oyo, Kwara, Ogun y Osun. Los códigos penales musulmanes no son iguales en todos los estados y diferencian en el castigo y los delitos según la afiliación religiosa (por ejemplo, el consumo y la distribución de alcohol).

El país cuenta con un poder judicial, cuya máxima instancia es el Tribunal Supremo de Nigeria.

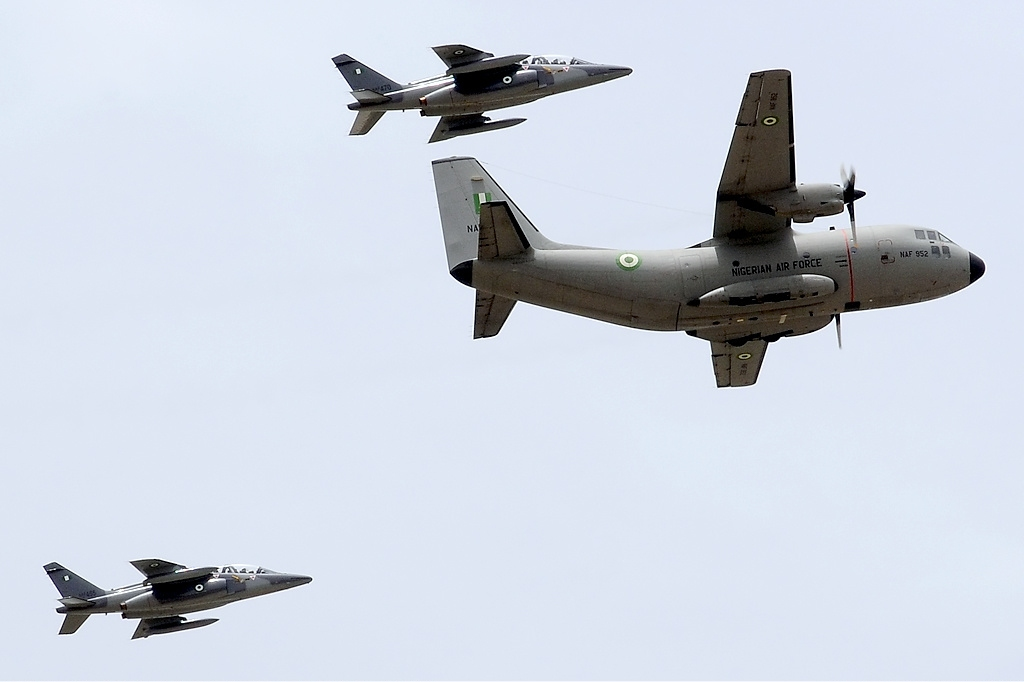
Fuerza aérea de Nigeria

### Defensa
Las Fuerzas Armadas nigerianas tienen diversos elementos que combinados se encargan de garantizar la soberanía del país. Nigeria. Se componen de tres ramas de servicios uniformados: el Ejército de Nigeria, la Armada de Nigeria y la Fuerza aérea de Nigeria. El presidente de Nigeria actúa como comandante en jefe de las fuerzas armadas, ejerciendo su autoridad constitucional a través del Ministerio de Defensa, que es responsable de la gestión de las fuerzas armadas y de su personal. El jefe operativo de las AFN es el jefe de Estado Mayor de la Defensa, subordinado al ministro de Defensa nigeriano. Con una fuerza de más de 223 000 efectivos en activo, el ejército nigeriano es uno de los mayores servicios uniformados de combate de África.
Nigeria tiene 143 000 efectivos en las fuerzas armadas (ejército 100 000, marina 25 000, fuerza aérea 18 000) y otros 80 000 efectivos para «gendarmería y paramilitares» en 2020, según el Instituto Internacional de Estudios Estratégicos. En comparación, Polonia tiene 114 500 efectivos en las fuerzas armadas y «paramilitares» y Alemania 183 500, según la misma fuente.

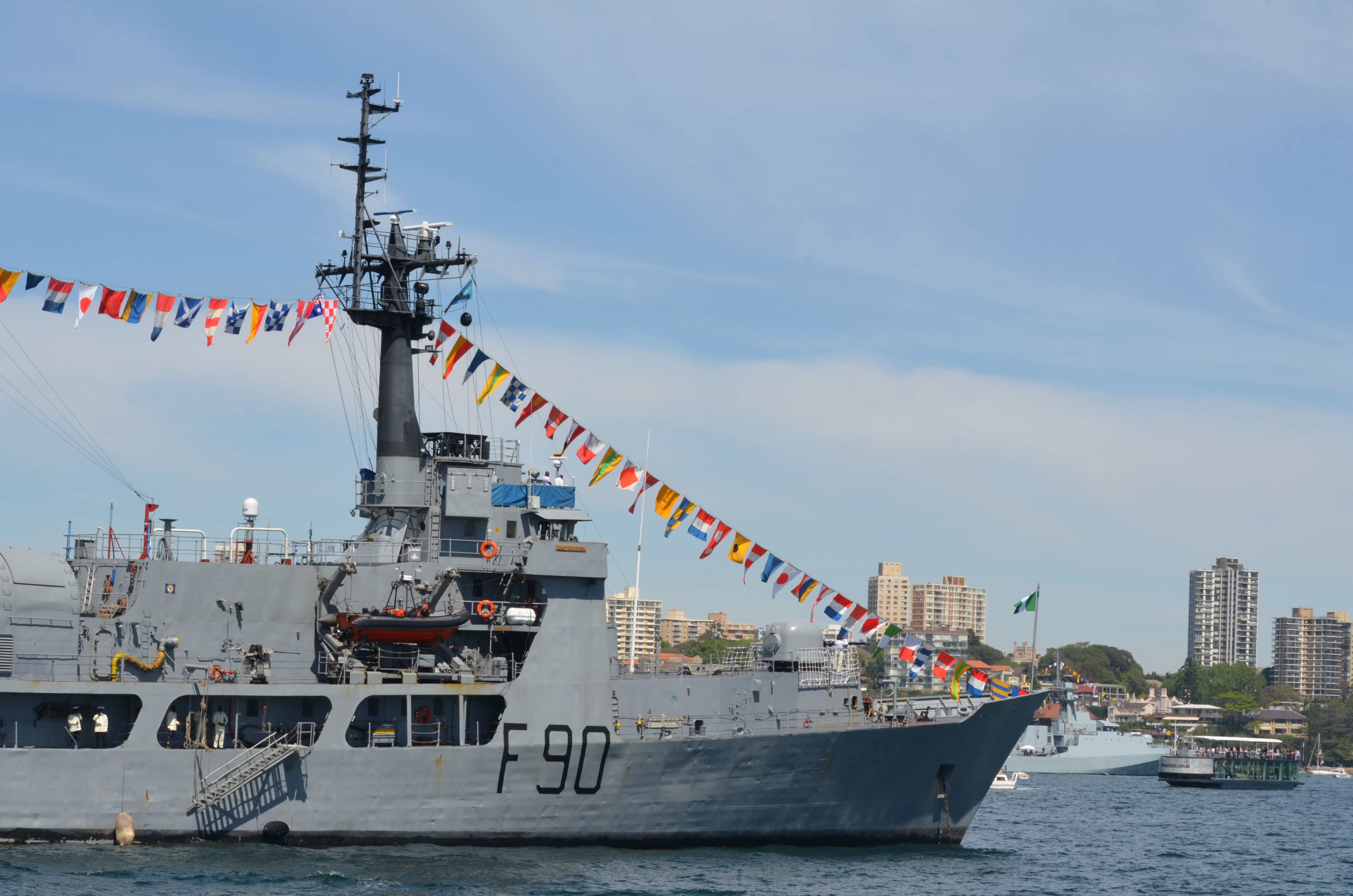
La Fragata NNS Thunder (F90) de la Armada de Nigeria

Nigeria gastó algo menos del 0,4 % de su producción económica, o 1600 millones de dólares, en sus fuerzas armadas en 2017. Para 2022, se han presupuestado 2260 millones de dólares para las fuerzas armadas nigerianas, lo que supone algo más de un tercio del presupuesto de defensa de Bélgica (5990 millones de dólares).
El jefe de Estado Mayor de la Defensa desde enero de 2021 es el general Lucky Irabor, experto en lucha antiterrorista. El Estado Mayor de la Defensa también incluye a los Jefes del Estado Mayor del Ejército, teniente general Faruk Yahaya, del Estado Mayor del Aire, mariscal Isiaka Oladayo Amao, y del Estado Mayor de la Armada, vicealmirante Awwal Zubairu Gambo.

### Derechos humanos
En materia de derechos humanos, respecto a la pertenencia a los siete organismos de la Carta Internacional de Derechos Humanos, que incluyen al Comité de Derechos Humanos (HRC), Nigeria ha firmado o ratificado:
| Nigeria | Tratados internacionales | Tratados internacionales | Tratados internacionales | Tratados internacionales | Tratados internacionales | Tratados internacionales | Tratados internacionales | Tratados internacionales | Tratados internacionales | Tratados internacionales | Tratados internacionales | Tratados internacionales | Tratados internacionales | Tratados internacionales | Tratados internacionales | Tratados internacionales | Tratados internacionales | Tratados internacionales |
| --- | ------------------------ | ------------------------ | --- | ------------------------ | ------------------------ | ------------------------ | ------------------------ | ------------------------ | ------------------------ | ------------------------ | ------------------------ | ------------------------ | ------------------------ | ------------------------ | ------------------------ | ------------------------ | ------------------------ | ------------------------ |
| Nigeria | CESCR                    | CESCR                    | CCPR | CCPR                     | CCPR                     | CERD                     | CED                      | CEDAW                    | CEDAW                    | CAT                      | CAT                      | CRC                      | CRC                      | CRC                      | CRC                      | MWC                      | CRPD                     | CRPD                     |
| Nigeria | CESCR                    | CESCR-OP                 | CCPR | CCPR-OP1                 | CCPR-OP2-DP              | CERD                     | CED                      | CEDAW                    | CEDAW-OP                 | CAT                      | CAT-OP                   | CRC                      | CRC-OP-AC                | CRC-OP-SC                | CRC-OP-CP                | MWC                      | CRPD                     | CRPD-OP                  |
| Pertenencia | Sin información.         | Firmado y ratificado.    | Nigeria ha reconocido la competencia de recibir y procesar comunicaciones individuales por parte de los órganos competentes. | Sin información.         | Sin información.         | Sin información.         | Sin información.         | Sin información.         | Sin información.         | Sin información.         | Sin información.         | Sin información.         | Sin información.         | Sin información.         | Sin información.         | Sin información.         | Sin información.         | Sin información.         |
| Firmado y ratificado, firmado, pero no ratificado, ni firmado ni ratificado, sin información, ha accedido a firmar y ratificar el órgano en cuestión, pero también reconoce la competencia de recibir y procesar comunicaciones individuales por parte de los órganos competentes. |                          |                          | |                          |                          |                          |                          |                          |                          |                          |                          |                          |                          |                          |                          |                          |                          |                          |

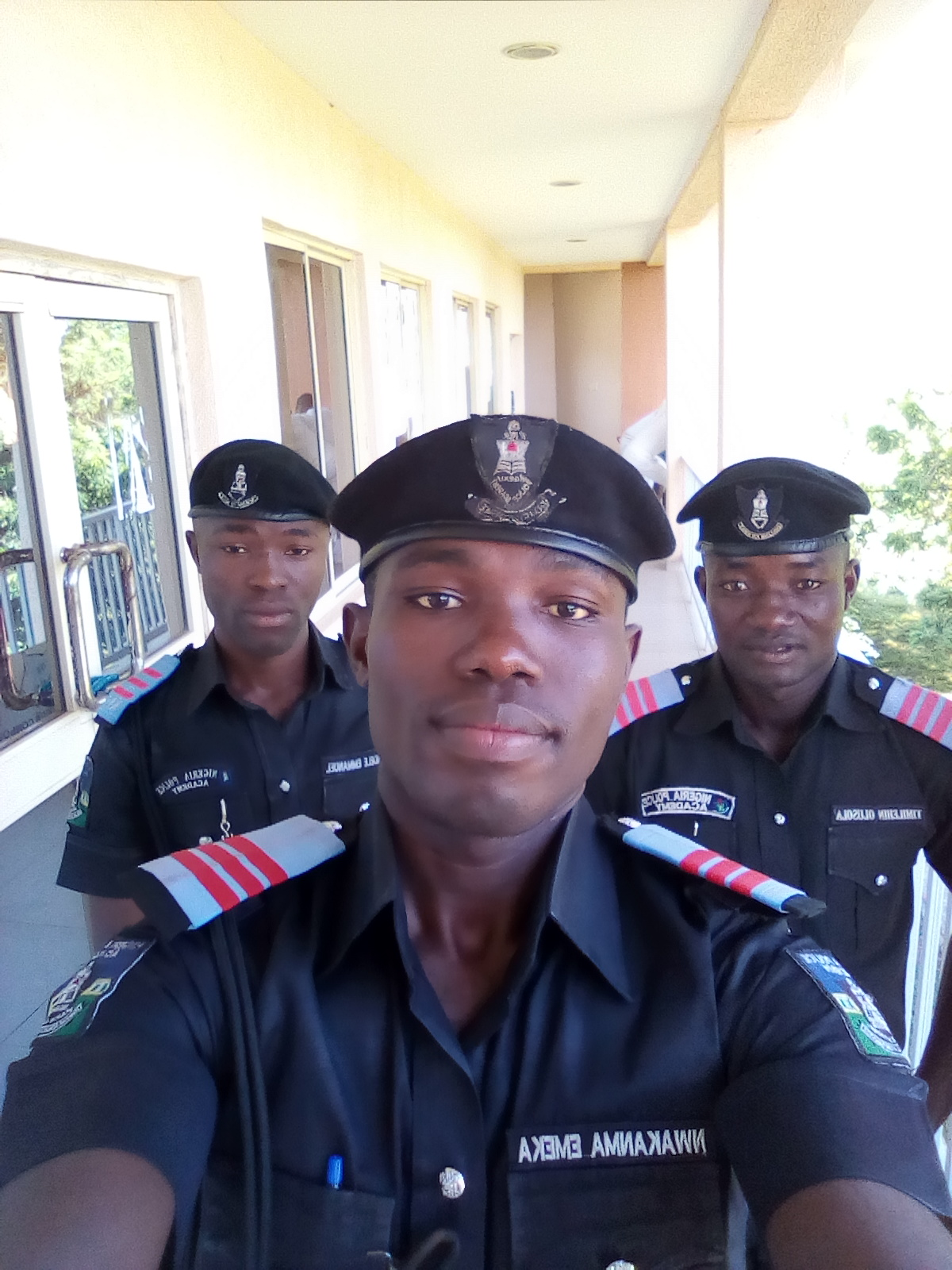
Cadetes de la Academia de Policía de Nigeria

El grupo extremista islámico radical Boko Haram que opera mayormente en el norte de Nigeria ha sido responsable de numerosos ataques terroristas graves con miles de víctimas desde mediados de 2010. Desde entonces, según el Rastreador de Seguridad de Nigeria del Consejo de Relaciones Exteriores, se han perdido más de 41 600 vidas en este conflicto (en octubre de 2022). La agencia de la ONU para los refugiados, ACNUR, contabiliza alrededor de 1,8 millones de desplazados internos y unos 200 000 refugiados nigerianos en países vecinos que han huido de los combates en el noreste de Nigeria.
Los Estados afectados por Boko Haram acordaron en febrero de 2015 establecer una Fuerza Multinacional Conjunta de 8700 efectivos para luchar conjuntamente contra este grupo radical. En octubre de 2015, Boko Haram había sido expulsado de todas las ciudades que controlaba y de casi todos los condados del noreste de Nigeria. En 2016, Boko Haram se escindió y en 2022 se rindieron 40 000 combatientes. El grupo escindido ISWAP (Estado Islámico en África Occidental) sigue activo.
La lucha contra Boko Haram, otros sectarios y delincuentes ha ido acompañada de un aumento de los ataques policiales. El Nigeria Security Tracker del Council on Foreign Relations contabilizó 1086 muertes por ataques de Boko Haram y 290 muertes por violencia policial en los 12 primeros meses desde su creación en mayo de 2011. En los 12 meses posteriores a octubre de 2021, murieron 2193 personas por la violencia policial y 498 por Boko Haram y el ISWAP, según el NST. La policía nigeriana tiene fama de impartir justicia por mano propia.
El delta del Níger sufrió intensos ataques contra infraestructuras petrolíferas en 2016 por parte de grupos militantes como el Movimiento para la Emancipación del Delta del Níger (MEND), la Fuerza de Voluntarios del Pueblo del Delta del Níger (NDPVF), el Congreso Nacional Ijaw (INC) y el Foro Pandelta del Níger (PANDEF). En respuesta, el nuevo gobierno de Buhari siguió una doble estrategia de represión y negociación.

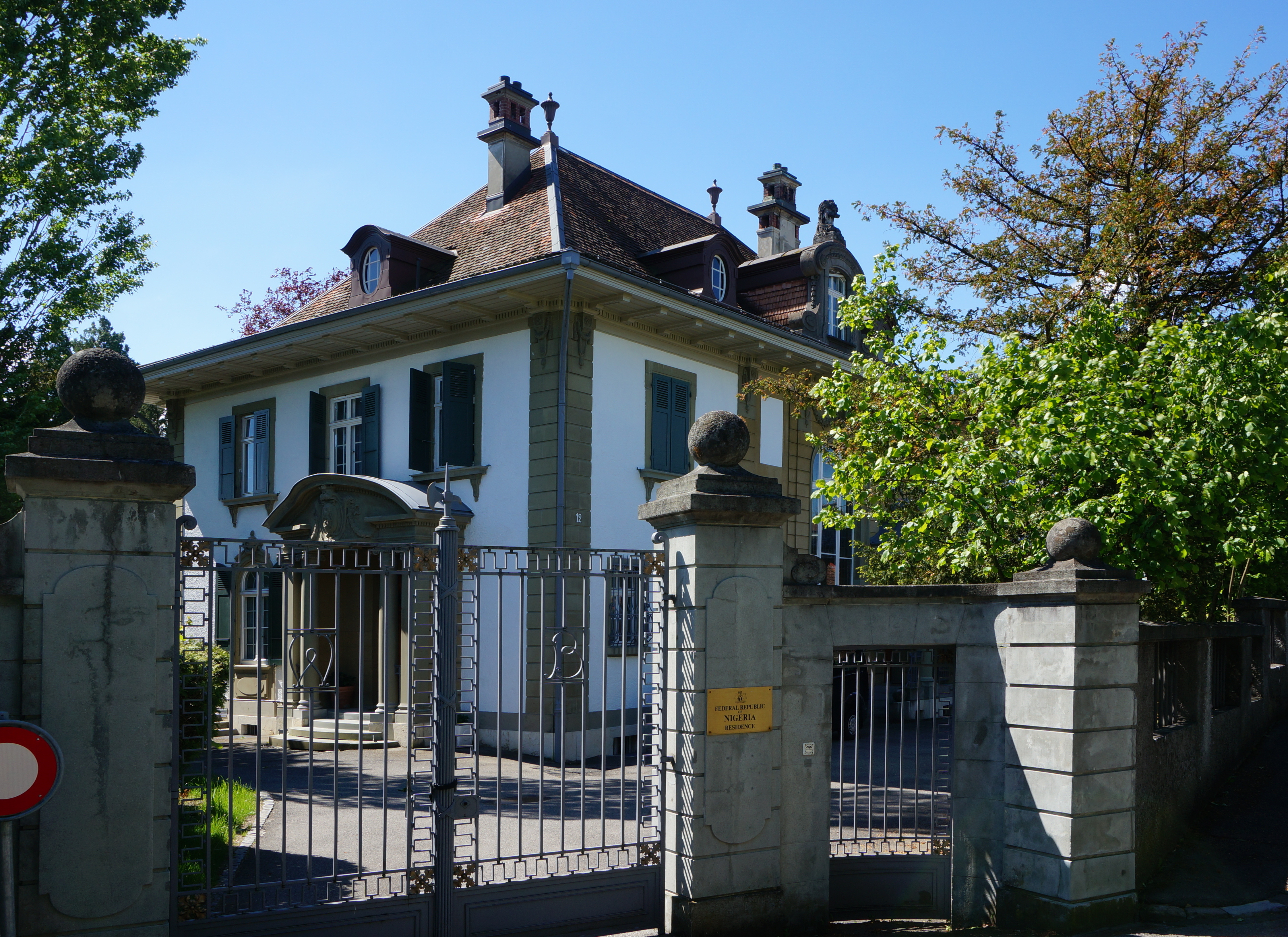
Embajada de Nigeria en Berna, Suiza

### Relaciones exteriores
Tras obtener la independencia en 1960, Nigeria hizo de la unidad africana el eje central de su política exterior. Una excepción al enfoque africano fue la estrecha relación que Nigeria desarrolló con Israel a lo largo de la década de 1960. Israel patrocinó y supervisó la construcción de los edificios del Parlamento nigeriano.
La política exterior de Nigeria se puso a prueba en la década de 1970, después de que el país saliera unido de su guerra civil. Apoyó los movimientos contra los gobiernos de la minoría blanca en la subregión de África del sur. Nigeria respaldó al Congreso Nacional Africano adoptando una línea de firmeza comprometida con el gobierno sudafricano. Nigeria fue miembro fundador de la Organización para la Unidad Africana (actual Unión Africana) y tiene una enorme influencia en África Occidental y en África en general. Nigeria fundó iniciativas de cooperación regional en África Occidental, actuando como abanderada de la Comunidad Económica de los Estados de África Occidental (CEDEAO) y el ECOMOG (especialmente durante las guerras civiles de Liberia y Sierra Leona), que son organizaciones económicas y militares, respectivamente.
Con esta postura centrada en África, Nigeria no dudó en enviar tropas al Congo a instancias de las Naciones Unidas poco después de la independencia (y ha seguido siendo miembro desde entonces). En la década de 1970, Nigeria también apoyó varias causas panafricanas y de autogobierno, como el apoyo al MPLA angoleño, la SWAPO namibia y la oposición a los gobiernos minoritarios racistas del Mozambique portugués y Rodesia. Nigeria sigue siendo miembro del Movimiento de Países No Alineados. A finales de noviembre de 2006, organizó una Cumbre África-América del Sur en Abuya para promover lo que algunos asistentes denominaron vínculos «Sur-Sur» en diversos frentes. Nigeria también es miembro de la Corte Penal Internacional y de la Commonwealth de Naciones. Fue expulsada temporalmente de esta última en 1995, cuando gobernaba el régimen de Abacha.

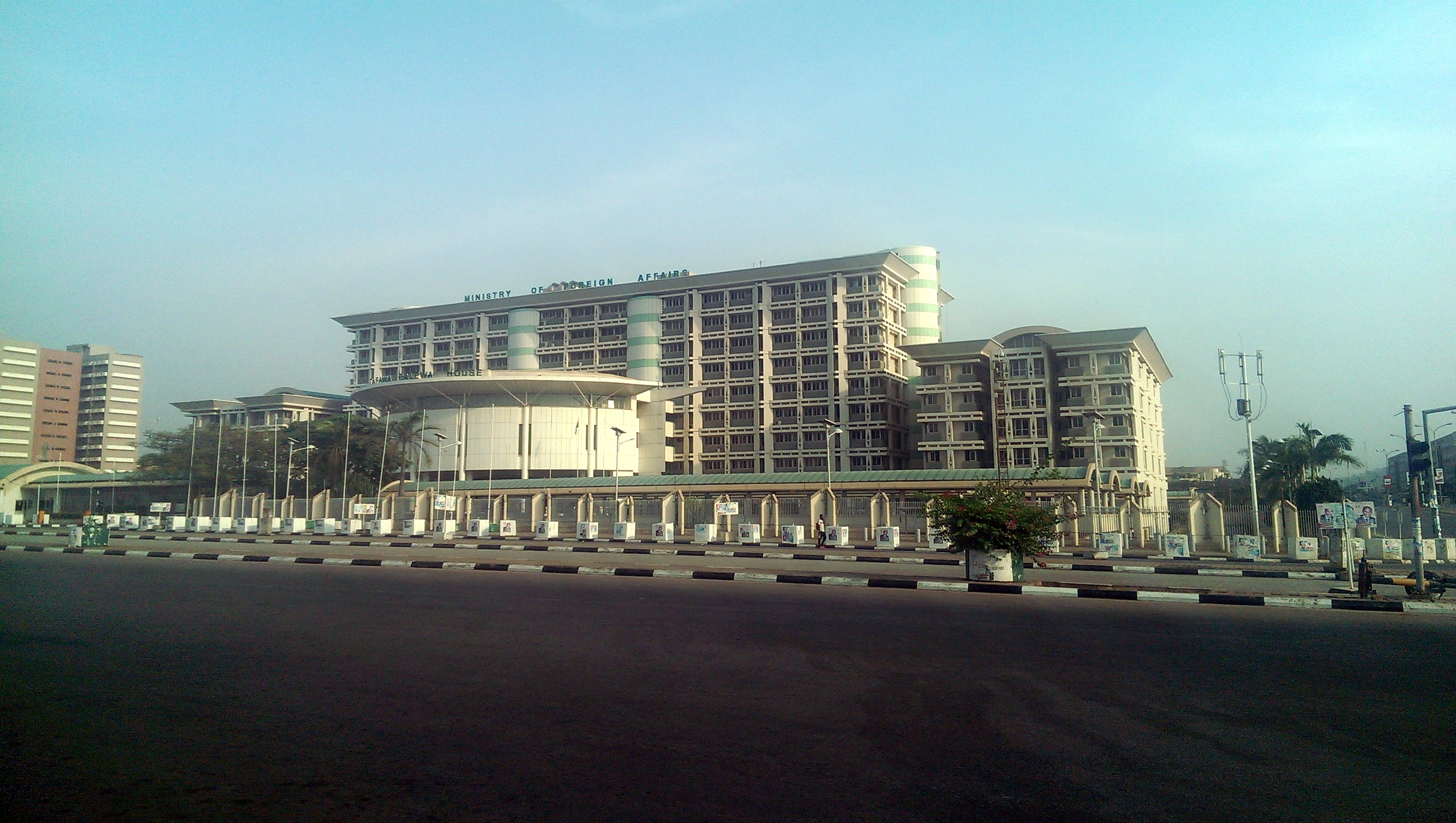
Ministerio de Relaciones Exteriores de Nigeria

Nigeria sigue siendo un actor clave en la industria petrolera internacional desde la década de 1970 y mantiene su pertenencia a la OPEP, a la que ingresó en julio de 1971. Su condición de gran productor de petróleo ocupa un lugar destacado en sus relaciones internacionales, a veces volátiles, con los países desarrollados, sobre todo Estados Unidos, y con los países en desarrollo.
Desde el año 2000, las relaciones comerciales entre China y Nigeria han aumentado exponencialmente. Se ha producido un aumento del comercio total de más de 10 384 millones de dólares entre las dos naciones desde 2000 hasta 2016. Sin embargo, la estructura de la relación comercial chino-nigeriana se ha convertido en un importante problema político para el Estado nigeriano. Esto queda ilustrado por el hecho de que las exportaciones chinas representan alrededor del 80 % del volumen total del comercio bilateral, lo que ha dado lugar a un grave desequilibrio comercial, ya que Nigeria importa diez veces más de lo que exporta a China. Posteriormente, la economía nigeriana se está volviendo excesivamente dependiente de las importaciones baratas de China para sostenerse, lo que se traduce en un claro declive de la industria nigeriana bajo tales acuerdos.
Continuando con su política exterior centrada en África, Nigeria introdujo la idea de una moneda única para África Occidental conocida como el Eco bajo la presunción de que estaría liderada por el naira. Pero el 21 de diciembre de 2019, el presidente de Costa de Marfil, Alassane Ouattara, Emmanuel Macron y otros múltiples Estados de la UEMOA anunciaron que se limitarían a cambiar el nombre del franco CFA en lugar de sustituir la moneda como se pretendía en un principio. En 2020 se anunció que la moneda eco retrasaría su implementación hasta 2025.

### Organización territorial

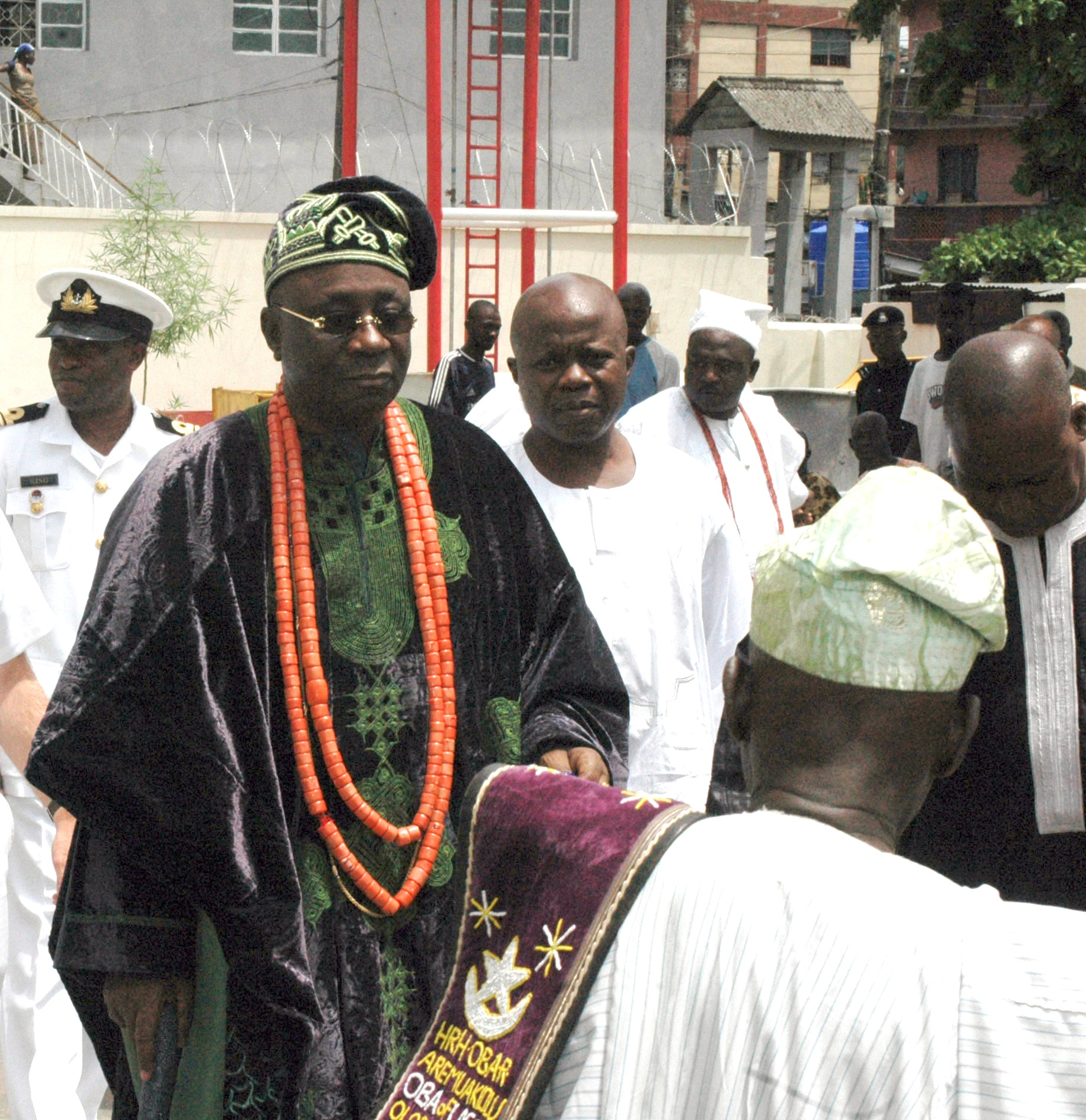
El oba de Lagos, gobernante tradicional de la ciudad.

Nigeria se organiza en 36 estados y un distrito federal: el Territorio de la Capital Federal de Abuya. A su vez los estados se dividen en Áreas de Gobierno Local (774 en total).

Estados
Abia, Adamawa, Akua Ibom, Anambra, Bauchi, Bayelsa, Benue, Borno, Delta, Ebonyi, Edo, Ekiti, Enugu, Gombe, Imo, Kaduna, Kano, Katsina, Kebbi, Kogi, Kwara, Lagos, Nasarawa, Níger, Ogún, Ondo, Osún, Oyo, Plateau, Cross River, Rivers, Sokoto, Taraba, Jigawa, Yobe, Zamfara y Territorio Capital Federal de Abuya.

| Estado                           | Superficie (en km²) | Población (censo de 2006) |
| -------------------------------- | ------------------- | ------------------------- |
| Abia                             | 6320                | 2 833 999                 |
| Adamawa                          | 36 917              | 3 168 101                 |
| Akwa Ibom                        | 7081                | 3 920 208                 |
| Anambra                          | 4844                | 4 182 032                 |
| Bauchi                           | 45 837              | 4 676 465                 |
| Bayelsa                          | 10 773              | 1 703 358                 |
| Benue                            | 34 059              | 4 219 244                 |
| Borno                            | 70 898              | 4 151 193                 |
| Cross River                      | 20 156              | 2 888 966                 |
| Delta                            | 17 698              | 4 098 391                 |
| Ebonyi                           | 5670                | 2 173 501                 |
| Edo                              | 17 802              | 3 218 332                 |
| Ekiti                            | 6353                | 2 384 212                 |
| Enugu                            | 7161                | 3 257 298                 |
| Gombe                            | 18 768              | 2 353 879                 |
| Imo                              | 5530                | 3 934 899                 |
| Jigawa                           | 23 154              | 4 348 649                 |
| Kaduna                           | 46 053              | 6 066 562                 |
| Kano                             | 20 131              | 9 383 682                 |
| Katsina                          | 24 192              | 5 792 578                 |
| Kebbi                            | 36 800              | 3 238 628                 |
| Kogi                             | 29 833              | 3 278 487                 |
| Kwara                            | 36 825              | 2 371 089                 |
| Lagos                            | 3345                | 9 013 534                 |
| Nasarawa                         | 27 117              | 1 863 275                 |
| Níger                            | 76 363              | 3 950 249                 |
| Ogun                             | 16 762              | 3 728 098                 |
| Ondo                             | 14 606              | 3 441 024                 |
| Osun                             | 9251                | 3 423 535                 |
| Oyo                              | 28 454              | 5 591 589                 |
| Plateau                          | 30 913              | 3 178 712                 |
| Rivers                           | 11 077              | 5 185 400                 |
| Sokoto                           | 25 973              | 3 696 999                 |
| Taraba                           | 54 473              | 2 300 736                 |
| Yobe                             | 45 502              | 2 321 339                 |
| Territorio de la Capital Federal | 7315                | 1 405 201                 |

### Gobernatura tradicional
En Nigeria existen una serie de títulos tradicionales, cuyo origen está en las formas de gobierno  (el Oba en el reino de Benín, el Obong entre los ibibios, el Emir entre los estados hausa musulmanes...) preexistentes en la actual Nigeria antes de su colonización por el Imperio británico. Muchos son hereditarios y equiparables a los títulos nobiliarios de la antigua Europa. Aunque no están reconocidos por la constitución de Nigeria, sí tienen cierta influencia en la política y la sociedad nigerianas. En muchos casos sirven de mediación entre el gobierno y la población. Además, como figura de autoridad y resolvedores de conflictos menores, suponen un alivio para una Administración gubernamental a menudo inadecuada.

## Geografía

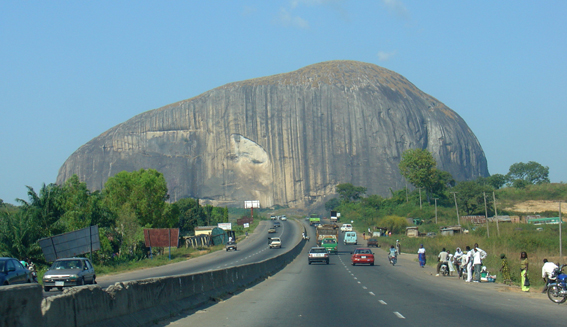
Roca Zuma, un monolito de roca que es considerado un monumento natural del país.

Las principales ciudades incluyen a la capital Abuya, la anterior capital Lagos, Abeokuta, Port Harcourt, Kano y Ciudad de Benín.
Nigeria está situada en el norte de África en el golfo de Guinea y tiene una superficie total de 923 768 km², lo cual lo convierte en el trigésimo segundo país más grande del mundo (después de Tanzania). Es comparable en tamaño a Venezuela. Comparte 4047 kilómetros de frontera: 773 km con Benín, 1497 km con Níger, 87 km con Chad, 1690 km con Camerún y tiene una costa de alrededor de 853 km.
Los ríos principales de Nigeria son el Níger y el Benue que convergen y desembocan en el delta del Níger, el más grande del mundo. 
El relieve de Nigeria está dominado por los valles de estos ríos en forma de «Y», la llanura costera está formada por los aportes fluviales y su anchura varía entre los 20 y los 100 km, hacia el norte el terreno va descendiendo en dirección a la región de la miada y al lago Chad, que se encuentran solo a 250 m de altitud y cuyas orillas constituyen una región pantanosa. El punto más alto de Nigeria es Chappal Waddi con 2419 m, ubicado en el sureste, cerca de la frontera con Camerún, más al Norte surge la meseta de Bauchi, de carácter granítico, que enlaza con el gran sistema de altiplanicies de Níger y Chad y que en algunos de sus puntos como los montes Murchison, superan los 2000 metros.

### Clima
Nigeria tiene un paisaje variado. El extremo sur se define por su clima de selva tropical, donde las precipitaciones anuales son de 1500 a 2000 milímetros. En el sureste se encuentra la meseta de Obudu. Las llanuras costeras se encuentran tanto en el suroeste como en el sureste. A lo largo de la costa hay manglares.

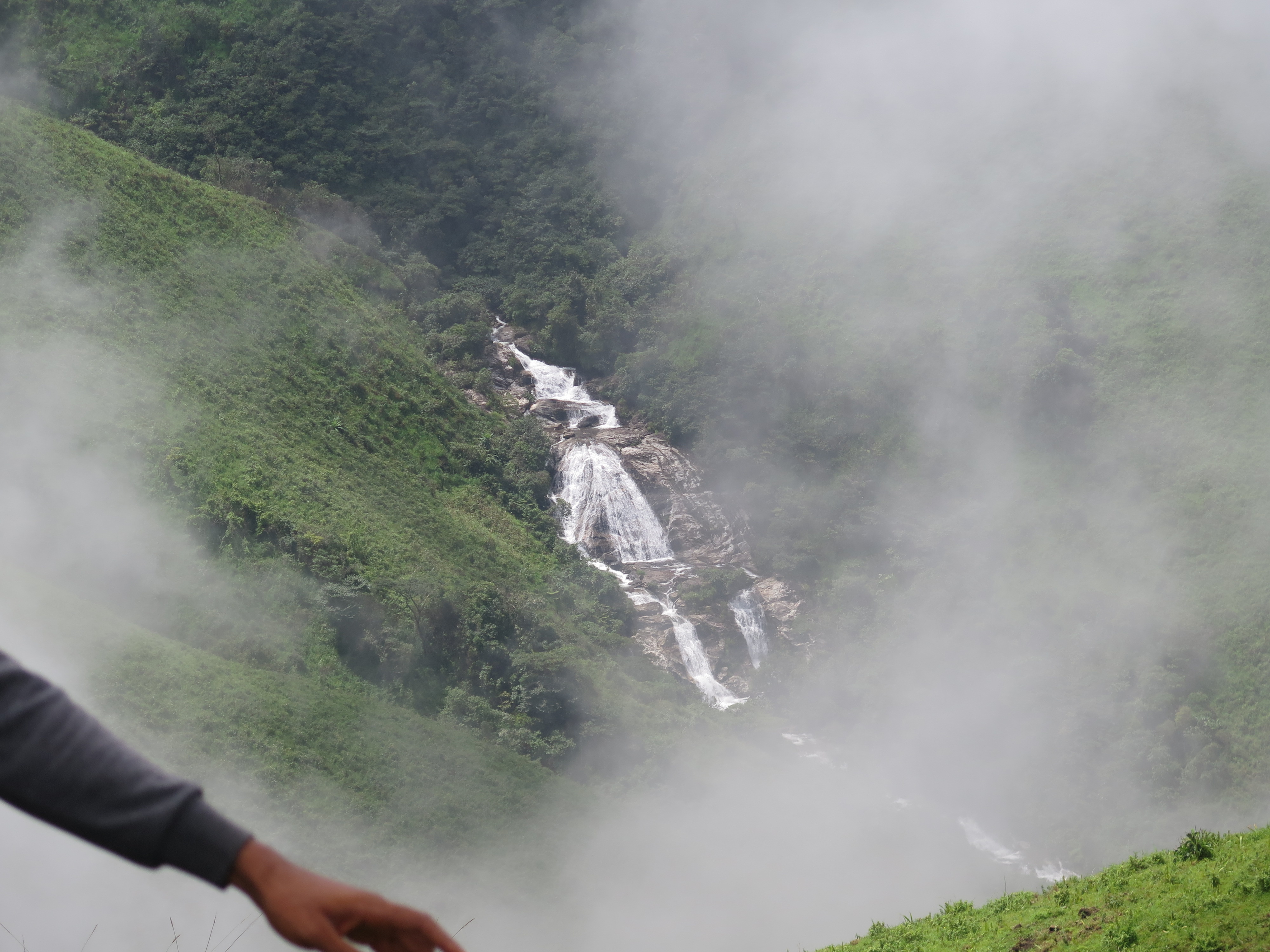
Neblina en la selva del estado de Cross River

La zona próxima a la frontera con Camerún, cerca de la costa, es rica en selva tropical y forma parte de la ecorregión de los bosques costeros de Cross-Sanaga-Bioko, un importante centro de biodiversidad. Es el hábitat del primate taladro, que sólo se encuentra en estado salvaje en esta zona y al otro lado de la frontera, en Camerún. Se cree que los alrededores de Calabar, en el estado de Cross River, también en este bosque, contienen la mayor diversidad de mariposas del mundo. La zona del sur de Nigeria entre el Níger y el río Cross ha perdido la mayor parte de sus bosques debido al desarrollo y la tala por el aumento de la población, y ha sido sustituida por pastizales.
Todo lo que hay entre el extremo sur y el extremo norte es sabana (cubierta arbórea insignificante, con hierbas y flores situadas entre los árboles). Las precipitaciones son más limitadas, entre 500 y 1500 milímetros anuales. Las tres categorías de la zona de sabana son el mosaico bosque-sabana guineano, la sabana sudanesa y la sabana saheliana. El mosaico bosque-sabana guineano son llanuras de hierba alta interrumpidas por árboles. La sabana sudanesa es similar, pero con hierbas y árboles más cortos. La sabana del Sahel está formada por parches de hierba y arena, y se encuentra en el noreste. En la región del Sahel llueve menos de 500 milímetros (20 pulgadas) al año, y el desierto del Sáhara está invadiendo el territorio. En el extremo seco del noreste del país se encuentra el lago Chad, que Nigeria comparte con Níger, Chad y Camerún.

### Hidrología
Nigeria está dividida en dos cuencas principales: la del lago Chad y la del Níger. La cuenca del Níger abarca aproximadamente el 63 % del país. El principal afluente del Níger es el Benue, cuyos afluentes se extienden más allá de Camerún hacia Chad y la cuenca del Sharie.

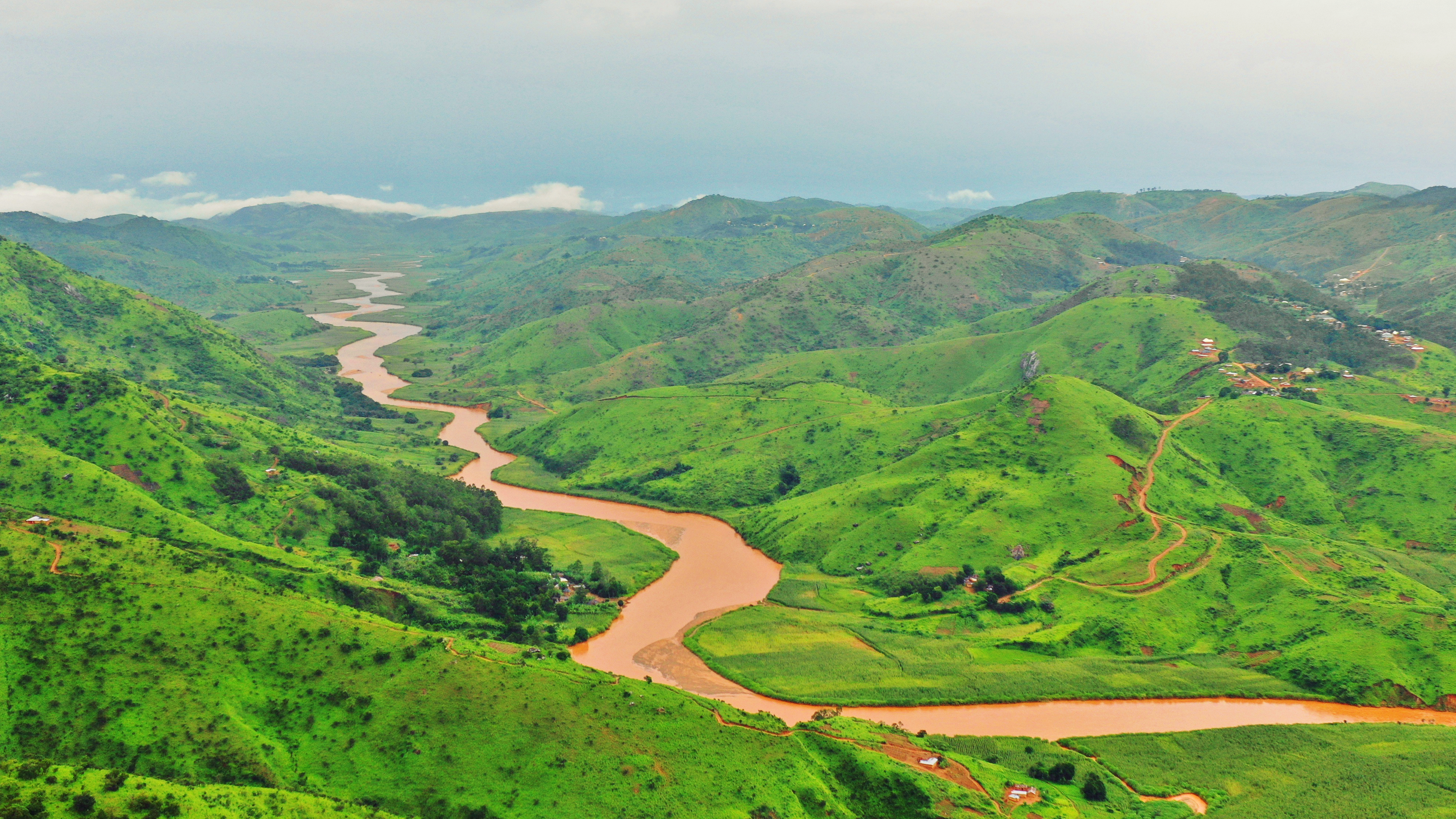
El río Donga en Nigeria

La cuenca del Chad se alimenta del noreste de Nigeria. La meseta de Bauchi forma la divisoria de aguas entre los sistemas fluviales de Níger/Benue y Komadugu Yobe. Las llanuras del noreste de Nigeria forman parte geográficamente de la cuenca del Chad, donde el curso del río El Beid constituye la frontera con Camerún, desde los montes Mandara hasta el lago Chad. El sistema fluvial de Komadugu Yobe da lugar a los humedales de Hadejia-Nguru, de importancia internacional, y a los lagos Ox-bow, en torno al lago Nguru, en la estación de las lluvias. Otros ríos del noreste son el Ngadda y el Yedseram, que atraviesan los pantanos de Sambisa, formando así un sistema fluvial. El sistema fluvial del noreste es también un sistema fluvial importante.
Además, Nigeria cuenta con numerosos ríos costeros.
El lago Chad, en el extremo noreste de Nigeria, ha tenido una historia accidentada en el último millón de años, secándose varias veces durante unos pocos miles de años y creciendo con la misma frecuencia hasta alcanzar varias veces su tamaño actual. En las últimas décadas, su superficie se ha reducido considerablemente, lo que también puede deberse a que los humanos toman el agua de las ensenadas para regar las tierras agrícolas.

### Cambio climático
El cambio climático en Nigeria es evidente por el aumento de la temperatura, la variabilidad de las precipitaciones (aumento de las precipitaciones en las zonas costeras y disminución de las precipitaciones en las zonas continentales), sequía, desertificación, aumento del nivel del mar, erosiones, inundaciones, tormentas eléctricas, relámpagos, incendios forestales, deslizamientos de tierra, degradación y pérdida de la diversidad biológica. Todo esto continuará afectando negativamente la vida humana y los ecosistemas en Nigeria. Aunque dependiendo de la ubicación, las regiones experimentan un cambio climático con temperaturas significativamente más altas durante las estaciones secas, mientras que las lluvias durante las estaciones lluviosas ayudan a mantener la temperatura en niveles más suaves. 
Hay algunos informes y documentos completos que brindan evidencia y discusión útiles sobre los diversos impactos del cambio climático en toda Nigeria. Sin embargo, la gran mayoría de la literatura que proporciona evidencia de impactos y respuestas al cambio climático se enfoca en el sector agrícola y en comunidades agrícolas individuales en regiones particulares del país. La discusión de otras medidas de mitigación y adaptación en la literatura a menudo toma la forma de recomendaciones, en lugar de ejemplos de lo que ya se ha logrado.
Esto probablemente se deba a la necesidad de una implementación mucho mayor de medidas de mitigación y adaptación en Nigeria. Además, si bien existe cierta discusión sobre la creación de capacidad necesaria a nivel individual, grupal y comunitario para participar en las respuestas al cambio climático, se presta mucha menos atención a niveles más altos de capacidad a nivel estatal y nacional.

### Ecología
Los biomas dominantes en Nigeria son la sabana, en el norte y centro, y la selva, al sur.
Según WWF, las principales ecorregiones de sabana de Nigeria son la sabana sudanesa occidental, en el norte, y el mosaico de selva y sabana de Guinea, en el centro del país. El extremo noreste está ocupado por la sabana de acacias del Sahel y, en las orillas del lago Chad, la sabana inundada del lago Chad; a esta última ecorregión pertenece también el humedal de Hadejia-Nguru, en la confluencia de los ríos Hadejia y Jama’are, en el centro-norte del país. En el macizo de Mandara, en la frontera con Camerún, se encuentra el mosaico del macizo de Mandara.
Las selvas del sur de Nigeria se clasifican, de este a oeste, en selva de la cordillera de Camerún, en la cordillera de Camerún, en la frontera con ese país; selva costera del Cross-Sanaga y Bioko, entre el río Cross y la frontera con Camerún; selva de transición del Cross-Níger, entre los ríos Cross y Níger; selva pantanosa del delta del Níger, y selva de tierras bajas de Nigeria, entre el río Níger y la frontera con Benín.
La mayor parte de la costa de Nigeria se encuadra en el manglar de África central, y la diversidad ecológica del país se completa con la pradera de montaña del mosaico de selva y pradera de la meseta de Jos.

## Infraestructura

### Carreteras

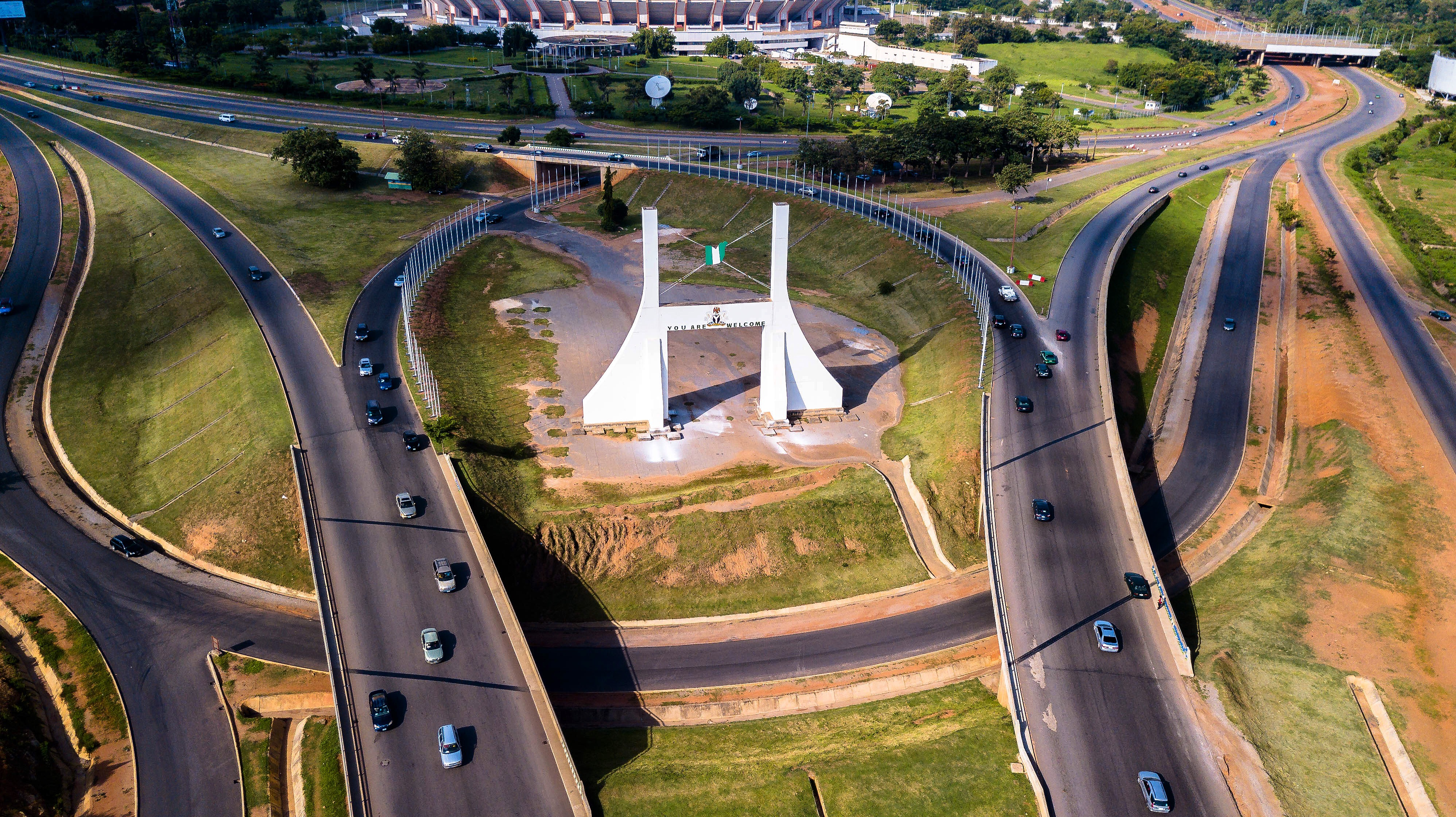
Autopista en Abuya, Nigeria

Nigeria posee la mayor red de carreteras de África Occidental. Abarca unos 200 000 km, de los cuales 60 000 km están asfaltados. Las carreteras y autopistas nigerianas soportan el 90 % del tráfico de pasajeros y mercancías. Su contribución al PIB en 2020 será de 2,4 billones de nairas (6400 millones de dólares).
35 000 km de la red de carreteras son competencia del gobierno federal. Bajo el segundo gobierno de Buhari, el presupuesto para el mantenimiento y pavimentación de estos 35 000 km casi se duplicó en incrementos regulares, pasando de 295 000 millones de nairas (819 millones de dólares) en 2018 a 563 000 millones de nairas (1300 millones de dólares) en 2022. El responsable de este presupuesto (a partir de septiembre de 2022) es el ministro Fashola, uno de los políticos más respetados de Nigeria. Bajo su mandato, se han renovado las conexiones por autopista de importantes centros económicos como Lagos-Ibadán, Lagos-Badagry y Enugu-Onitsha.
El resto de la red de carreteras es competencia estatal y, por tanto, su estado varía mucho según el estado en que se encuentre. Sorprendentemente, estados económicamente fuertes como Lagos, Anambra y Rivers reciben evaluaciones especialmente malas. La mayoría de las carreteras se construyeron en los años ochenta y principios de los noventa. El mal mantenimiento y los materiales de calidad inferior han empeorado el estado de las carreteras. Viajar es muy difícil. Especialmente durante la temporada de lluvias, el uso de las carreteras secundarias es a veces casi imposible debido a los baches. Los bandidos de carretera suelen aprovecharse de esta situación para sus fines delictivos.

### Puertos marítimos
Hasta ahora, no hay ningún puerto en Nigeria con más de 13 metros de profundidad. Esto va a cambiar con el puerto de aguas profundas de Lekki. Está previsto que el puerto esté totalmente terminado en septiembre de 2022 y que entre en funcionamiento a finales de ese mismo año. Tiene una profundidad de 16,5 m, puede dar servicio a buques Post-Panamax y quintuplicará la capacidad portuaria de Nigeria.

### Puentes
En 2022 se mantendrán y repararán 37 puentes de todo el país, algunos de los cuales llevan décadas pendientes de pago. Entre ellos se encuentra el puente que une el continente con la isla de Bonny, desde donde se carga el crudo del mismo nombre. También el proyecto del puente Loko-Oweto, el tercer puente de Mainland en Lagos, el puente Murtala Mohammed en Koton Karfi y el puente Isaac Boro en Port Harcourt. Otros son el puente de Chanchangi, en el estado de Níger, y el de Tambuwara, en Kano.
El segundo puente sobre el Níger en Onitsha está a punto de concluirse (en enero de 2022).

### Transporte ferroviario
«Nigerian Railway Corporation» registró unos ingresos récord de 2120 millones de nairas (unos 4664 millones de euros) en el primer semestre de 2021, lo que supone un aumento del 31 % respecto al mismo periodo de 2019, en el que se registró el anterior récord de ingresos. Dentro de esto, los ingresos del transporte de mercancías se redujeron, y las ganancias procedieron principalmente del transporte de pasajeros entre Lagos e Ibadán en el nuevo ancho de vía estándar.
Ninguna de las líneas de la NRC está electrificada. 157 kilómetros son de doble vía. Se encuentran entre Lagos e Ibadán. Las líneas ferroviarias están construidas en su mayoría con carriles con un peso por metro de 29,8 kg, 34,7 kg o 39,7 kg. En total, la red NRC tiene casi 4000 kilómetros de longitud. El gobierno está estudiando la posibilidad de convertir la red de vías existente de ancho de vía a ancho estándar.
La Nigerian Railway Corporation explota una red de 3505 kilómetros de líneas en ancho de vía del Cabo.
Desde el 9 de marzo de 2021 se está construyendo la línea ferroviaria oriental de 1443 km entre Port Harcourt y Maiduguri, que incluye la renovación o reconstrucción de las líneas existentes. El proyecto también incluye nuevos ramales a Owerri y Damaturu, aumentando la longitud total a 2044 km. La finalización está prevista para 2024.

Red ferroviaria, Nigeria, 2022

La financiación de la línea ferroviaria Lagos-Calabar a lo largo de la costa nigeriana, que se construirá bajo gestión china, se liberó a principios de 2021, pero el inicio de las obras parece retrasarse a una fecha posterior a las elecciones generales nigerianas de 2023.
La línea a Gusau está cerrada desde que se derrumbó un puente en 2002.
La red de la NRC todavía no está conectada a la red ferroviaria de los estados vecinos. Sin embargo, en febrero de 2021, con una puesta en marcha prevista para 2023, se inició la construcción de una línea de ancho máximo desde Kano a Maradi, la segunda ciudad más grande de Níger, bajo los auspicios de la empresa portuguesa Mota-Engil SGPS SA, que será una de las primeras líneas ferroviarias de Níger.
La ciudad de Lagos está construyendo una red de metro ligero con una «Línea Azul» y una «Línea Roja». Los trabajos están muy avanzados (a partir de febrero de 2022) y el inicio de las operaciones está previsto para el último trimestre de 2022. Los dos primeros trenes se compraron al fabricante español Talgo.

#### Calibre estándar
En el interior se está desarrollando una red de ancho de vía estándar.
La línea de ancho estándar más antigua es la original de 217 kilómetros que va de Oturkpo a la acería de Ajaokuta. Entre las minas de Itakp y la acería de Ajaokuta funcionaba una línea anterior de ancho estándar de 51,5 kilómetros. El 29 de septiembre de 2020, una extensión, el ferrocarril Warri-Itakpe, fue inaugurada oficialmente por el presidente Muhammadu Buhari en una ceremonia virtual. En 2018, los empleados de China Civil Engineering Construction que trabajaban en el proyecto habían sido atacados en dos ocasiones por "bandidos". Los trenes de pasajeros circulan por la línea de ancho estándar desde octubre de 2020 y los de mercancías desde abril de 2021. También hay planes para una extensión aquí: desde Ajaokuta hasta Abuya. De este modo, la línea tendría una longitud de 500 kilómetros. Otra ruta prevista va de Port Harcourt a Makurdi en una longitud de 463 kilómetros.
En febrero de 2011, la empresa constructora china CCECC inició la construcción de la línea Abuya-Kaduna y su inauguración tuvo lugar finalmente el 26 de julio de 2016. El coste total fue de 870 millones de dólares. La línea de 186,5 kilómetros, que comienza en Idu a 20 kilómetros al oeste del centro de Abuya, requiere dos horas de viaje para los trenes de alta velocidad con una velocidad máxima de 100 km/h. En agosto de 2020, la NRC informó de que cerca del 50 % de los ingresos de toda su red ferroviaria (unos 4000 km) serían generados por la línea de ancho estándar Abuya-Kaduna (186 km)
La línea de doble vía Lagos-Ibadán está siendo construida por la CCECC desde marzo de 2017 y fue inaugurada en la nueva estación central de Lagos el 10 de junio de 2021 Tiene 157 km de longitud y pasa por Abeokuta. Es la primera línea de doble vía de ancho estándar de África Occidental. Un viaje Lagos-Ibadán dura dos horas y media, la mitad que el viaje equivalente en coche. Todos los compartimentos (clase estándar, clase business y primera clase) tienen aire acondicionado y tres pantallas superiores. Los asientos de ventanilla están equipados con tomas de corriente y estaciones de carga USB Las críticas incluyen el hecho de que los billetes no están disponibles en línea y sólo se pagan en efectivo, y que sólo hay dos viajes al día en cada dirección. Las vías de ancho de vía existentes serán utilizadas por la «Línea Roja» del Metro Ligero de Lagos, actualmente en construcción.

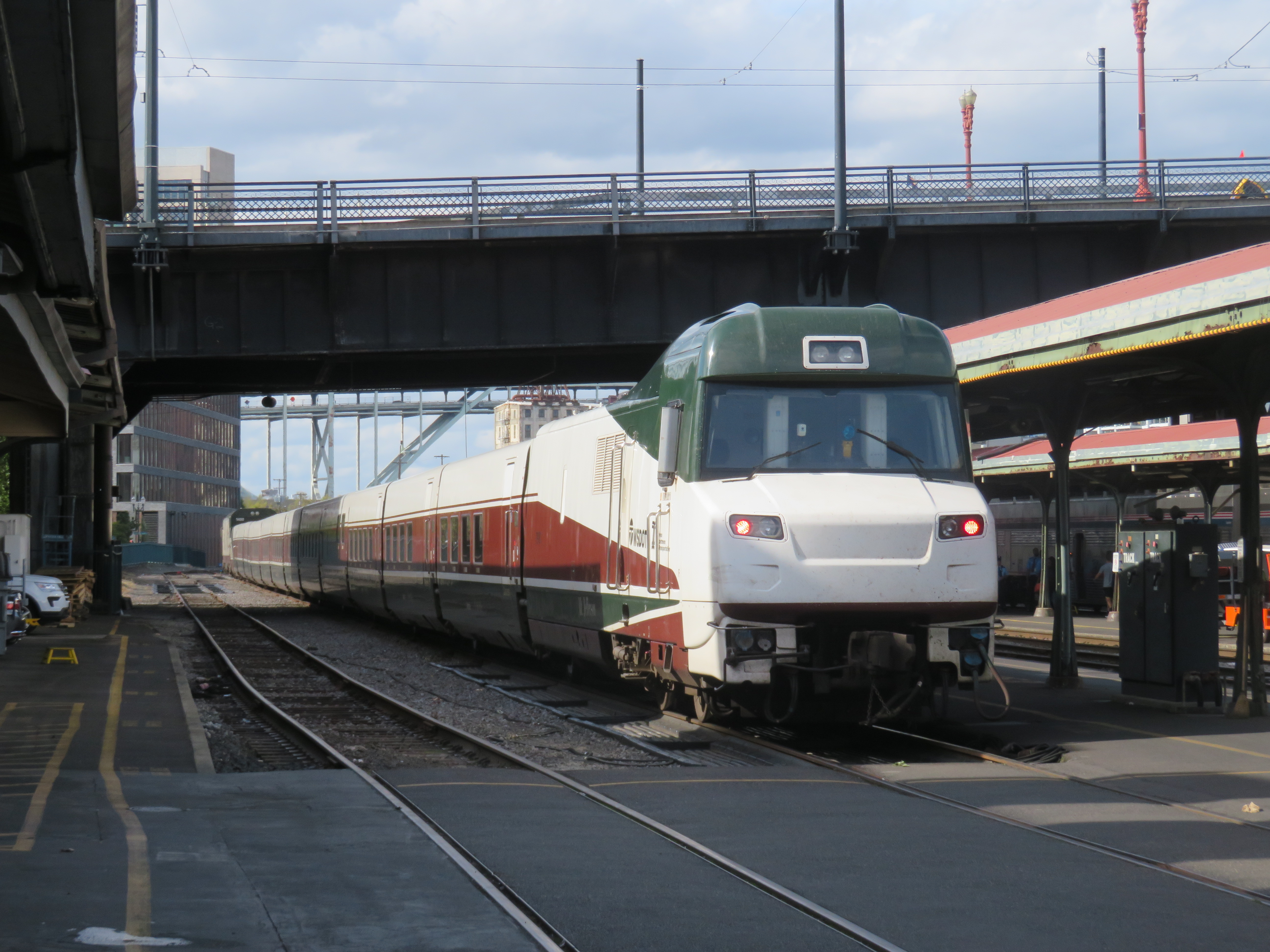
Talgo 8

En todas las nuevas líneas de ancho estándar se han construido modernos edificios de estación. La nueva estación principal de Lagos, Mobolaji Johnson, por ejemplo, ofrece salas de espera con aire acondicionado, acceso a las vías para discapacitados, paneles de visualización de los horarios de salida similares a los de un aeropuerto, aseos limpios, personal capacitado para emergencias médicas, etc.

#### Material rodante
La NRC posee casi 200 locomotoras diésel, de las cuales hasta el 75 % no están en servicio. Además, posee 54 locomotoras de maniobra, 480 vagones de pasajeros y 4900 vagones de mercancías. Menos del 50 % de los vagones están en condiciones operativas.
Para los pasajeros, los trenes de pasajeros funcionan con coches cama, coches de 1.ª clase con aire acondicionado y coches de 2.ª clase sin aire acondicionado. Los trenes que van y vienen de Lagos también tienen vagones restaurante.
En 2010 se llevó a cabo una renovación de la flota de unidades de tracción. La NRC adquirió 25 nuevas locomotoras de seis ejes del tipo C25 a General Electric.
El Gobernador del Estado de Lagos adquirió dos trenes de la serie 8 del fabricante español Talgo en enero de 2022. Estos estarán en servicio en la nueva «línea roja» del metro ligero de Lagos a finales de año.
El NRC utiliza el llamado acoplamiento ABC, que se deriva del acoplamiento Janney. El sistema de frenado utilizado por la NRC es un sistema de frenado por vacío, que también utilizan otras empresas ferroviarias de todo el mundo.

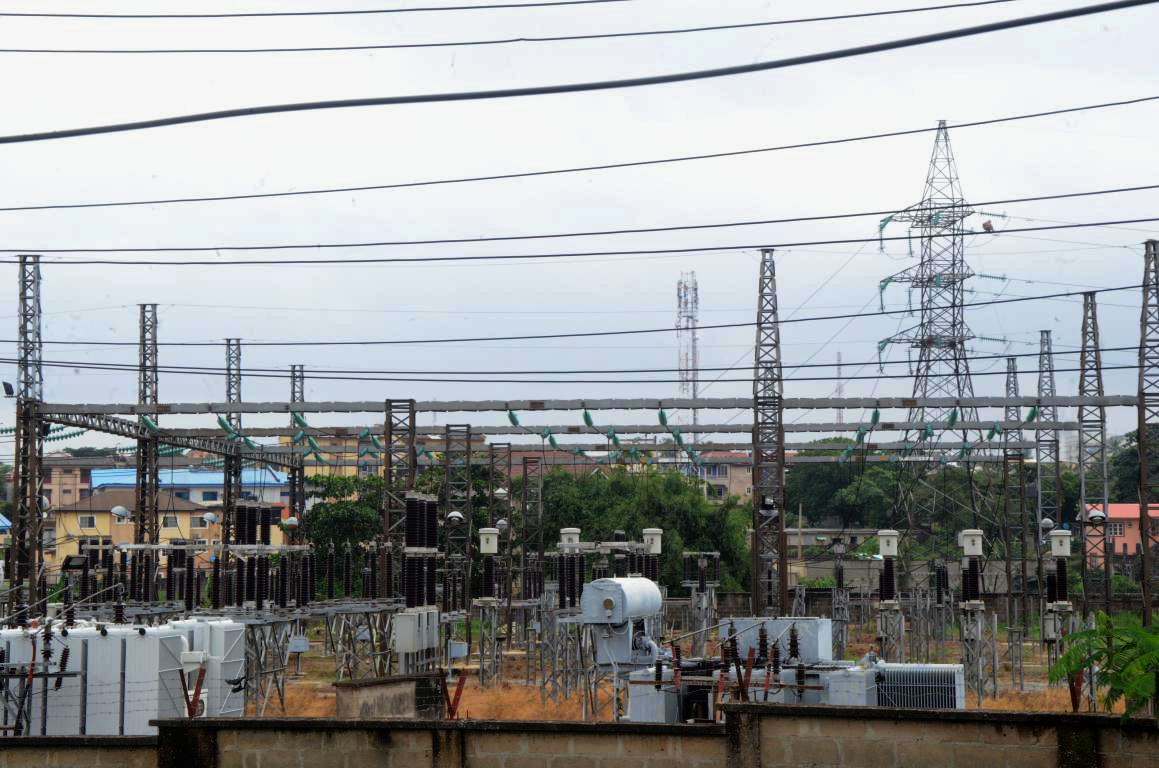
Subestación eléctrica de Ikeja, Alausa, Lagos

### Energía
El consumo de energía primaria de Nigeria fue de unos 108 Mtep en 2011. La mayor parte de la energía procede de la biomasa tradicional y los residuos, que representan el 83 % de la producción primaria total. El resto procede de combustibles fósiles (16 %) y energía hidroeléctrica (1 %). Desde su independencia, Nigeria ha intentado desarrollar una industria nuclear nacional para obtener energía. Desde 2004, Nigeria cuenta con un reactor de investigación de origen chino en la Universidad Ahmadu Bello y ha solicitado el apoyo del Organismo Internacional de Energía Atómica para desarrollar planes de hasta 4000 MWe de capacidad nuclear para 2027, según el Programa Nacional de Despliegue de la Energía Nuclear para la Generación de Electricidad. En 2007, el presidente Umaru Yar'Adua instó al país a adoptar la energía nuclear para satisfacer sus crecientes necesidades energéticas. En 2017, Nigeria firmó el tratado de la ONU sobre la Prohibición de las Armas Nucleares.
En abril de 2015, Nigeria inició conversaciones con la empresa estatal rusa Rosatom para colaborar en el diseño, la construcción y la explotación de cuatro centrales nucleares para 2035, la primera de las cuales entrará en funcionamiento en 2025. En junio de 2015, Nigeria seleccionó dos emplazamientos para la construcción prevista de las centrales nucleares. Ni el gobierno nigeriano ni Rosatom revelaron la ubicación concreta de los emplazamientos, pero se cree que las centrales nucleares se ubicarán en los estados de Akwa Ibom y Kogi. Los emplazamientos albergarián dos centrales cada una. En 2017 se firmaron acuerdos para la construcción de la central nuclear de Itu.

## Economía

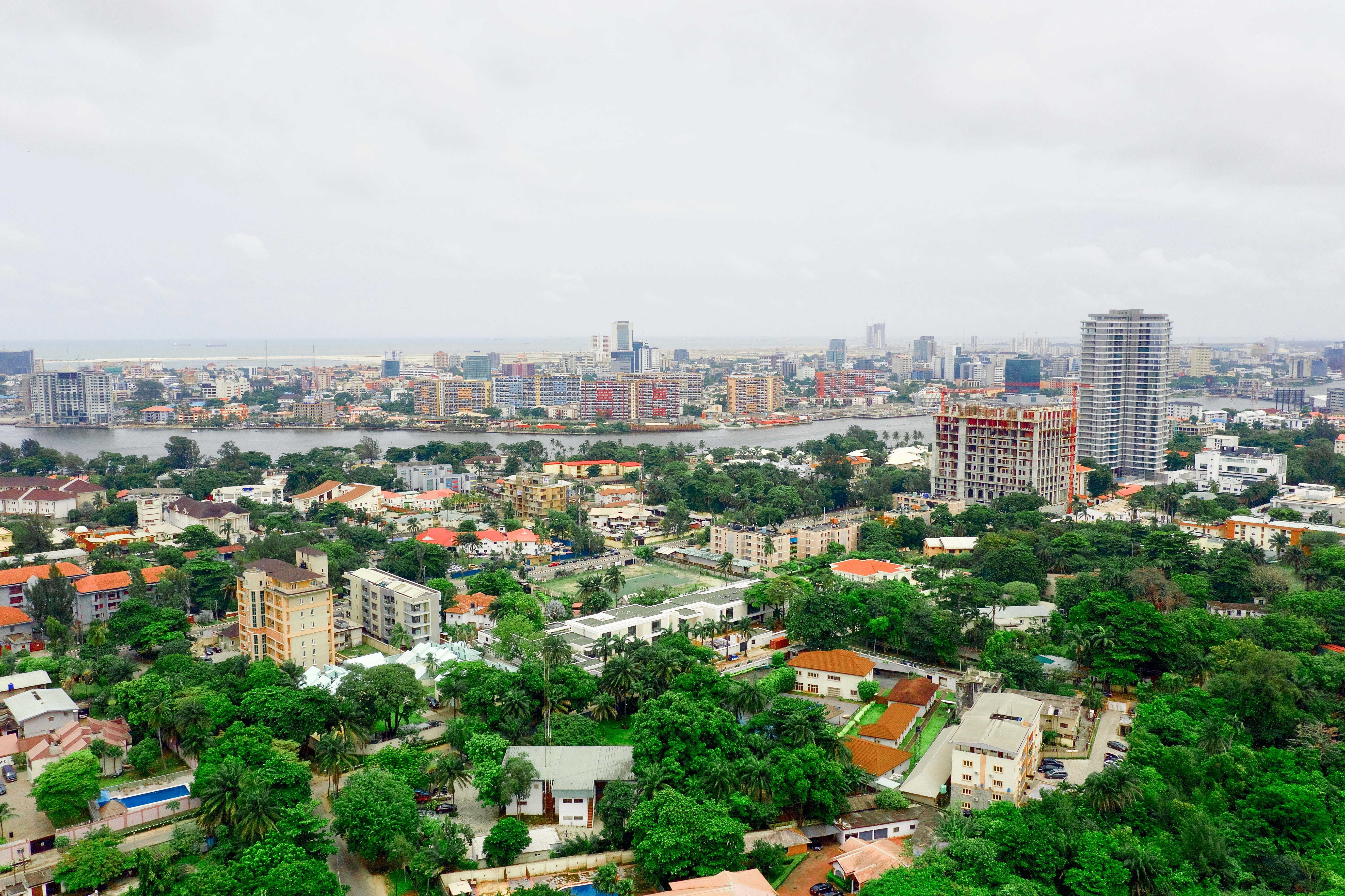
En la actualidad, Lagos es una ciudad moderna y densamente poblada.

Desde que en los años 60, en coincidencia con dejar de ser colonia del Reino Unido, fue descubierto el petróleo, la economía de Nigeria se transformó: pasó de ser agrícola y de pastoreo a industrial condicionada fuertemente por el petróleo. Con 15 600 millones de barriles en reservas de crudo y más de 3 millones de m³ de gas natural, es uno de los países africanos que más se ha desarrollado. No obstante, la fuerte dependencia del petróleo y que este se encuentre en manos de empresas extranjeras Royal Dutch Shell, ExxonMobil, Agip, Total S.A., y Texaco (ahora fusionada con Chevron) en sociedad con el gobierno hace que existan graves desigualdades sociales; la mayoría de los nigerianos vive con menos de un dólar al día. La balanza de pagos es positiva gracias a la exportación de crudo que se conduce a través de gasoductos desde el interior hasta los puertos del Atlántico. 
Destaca también la industria petroquímica, de automóviles y las refinerías. En cuanto al resto de la actividad productiva, sólo tiene cierta importancia el cacao, al que se destina el 50 % del suelo cultivable y que va dirigido en su integridad a la exportación. La agricultura y la ganadería ocupan al 50 % de la población pero apenas si puede abastecer la propia demanda interna.

### Agricultura
En 2021, alrededor del 23,4 % del PIB de Nigeria corresponde a la agricultura, la silvicultura y la pesca. En cuanto a la mandioca, Nigeria es el mayor productor mundial. Otros cultivos importantes son las judías, el sésamo, los anacardos, el cacao en grano, los cacahuetes, la goma arábiga, el kolanut, el maíz, el melón, el mijo, los granos de palma, el aceite de palma, los plátanos, el arroz, el caucho, el sorgo, la soja y el ñame. El cacao es la principal fuente de divisas no petrolíferas. El caucho es la segunda fuente de divisas no petrolíferas.

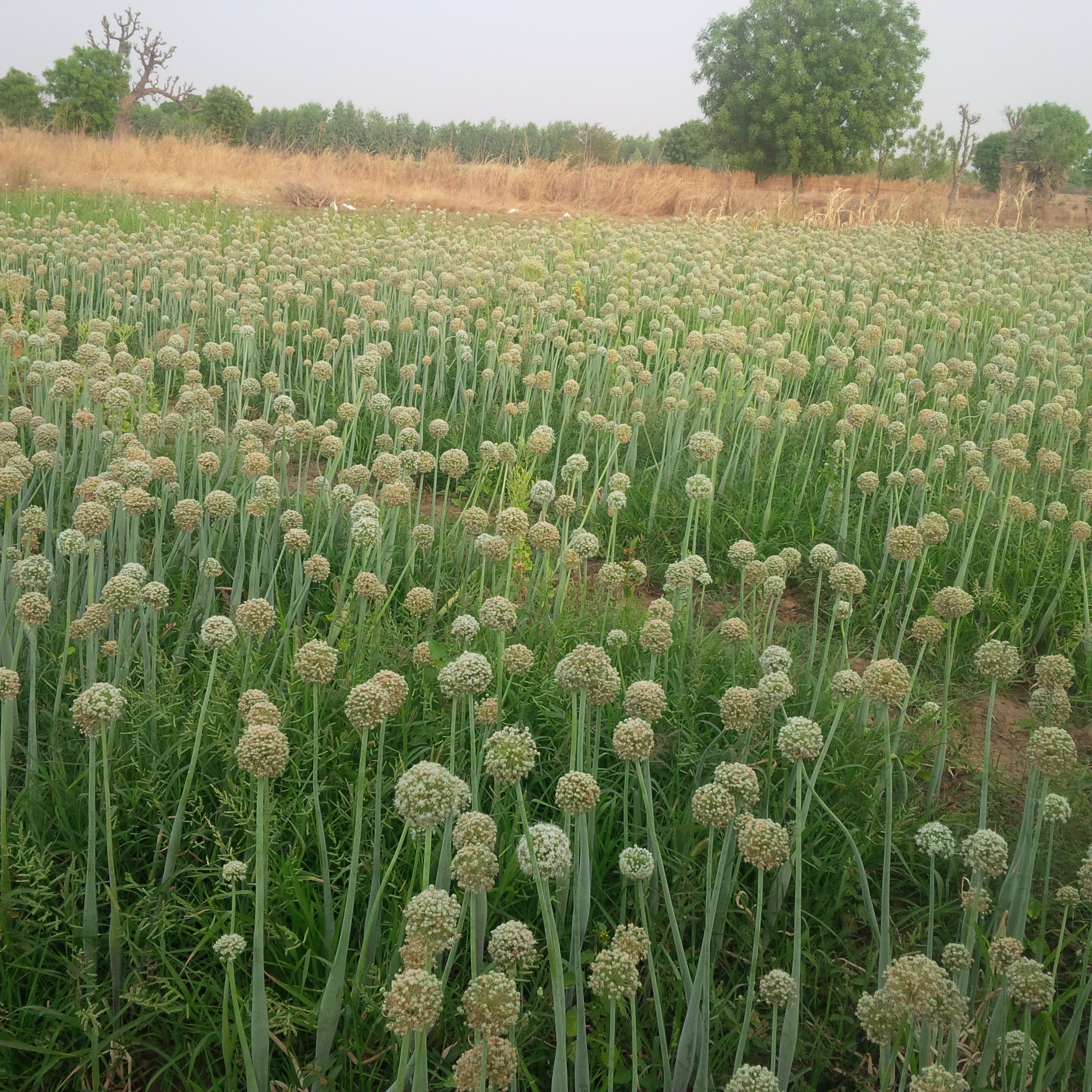
Cultivo de Cebollas en el norte de Nigeria

Antes de la guerra civil nigeriana, Nigeria era autosuficiente en alimentos. La agricultura solía ser la principal fuente de divisas de Nigeria. La agricultura no ha podido seguir el ritmo del rápido crecimiento de la población nigeriana, y Nigeria depende ahora de las importaciones de alimentos para mantenerse[cita requerida] Gasta 6700 millones de dólares anuales en importaciones de alimentos, cuatro veces más que los ingresos procedentes de la exportación de alimentos. El gobierno nigeriano promovió el uso de fertilizantes inorgánicos en la década de 1970.
La producción de arroz de Nigeria aumentó un 10 % entre 2017/18 y 2021/22, hasta alcanzar los 5 millones de toneladas anuales, pero apenas pudo mantener el ritmo del aumento de la demanda. Por lo tanto, las importaciones de arroz se mantuvieron constantes en 2 millones de toneladas anuales. En agosto de 2019, Nigeria cerró su frontera con Benín y otros países vecinos para detener el contrabando de arroz en el país como parte de los esfuerzos para impulsar la producción local.
Hasta ahora, Nigeria exportaba arroz sin descascarillar, pero tenía que importar arroz descascarillado, el alimento básico del país. - El molino arrocero de Imota, cerca de Lagos, pretende encargarse de la transformación correspondiente en el país, mejorar la balanza comercial y el mercado laboral y ahorrar costes innecesarios de transporte e intermediarios. Cuando funcione a pleno rendimiento, a finales de 2022, se espera que la planta, la mayor al sur del Sáhara, dé empleo a 250 000 personas y produzca 2,5 millones de sacos de 50 kg de arroz al año.

### Combustibles fósiles
Nigeria es el duodécimo productor mundial de petróleo, el octavo exportador y posee las décimas mayores reservas probadas. El petróleo desempeña un papel importante en la economía nigeriana, ya que representa el 40 % del PIB y el 80 % de los ingresos del gobierno. Sin embargo, la agitación por un mayor control de los recursos en el delta del Níger, su principal región petrolera, ha provocado interrupciones en la producción de petróleo e impide al país exportar al 100 % de su capacidad.

Instalaciones petrolíferas en el Delta del Níger en Nigeria

El yacimiento petrolífero de Nembe Creek, en el delta del Níger, se descubrió en 1973 y produce a partir de esquistos areniscos del delta del Mioceno medio en una trampa estructural anticlinal a una profundidad de entre 2 y 4 kilómetros. En junio de 2013, Shell anunció una revisión estratégica de sus operaciones en Nigeria, insinuando que podría desprenderse de activos. Aunque muchas empresas petroleras internacionales han operado allí durante décadas, en 2014 la mayoría estaban tomando medidas para desprenderse de sus intereses, alegando una serie de problemas, entre ellos el robo de petróleo. En agosto de 2014, Shell declaró que estaba finalizando sus intereses en cuatro yacimientos petrolíferos nigerianos.
Nigeria cuenta con un total de 159 yacimientos petrolíferos y 1481 pozos en explotación, según el Departamento de Recursos Petrolíferos. La región más productiva del país es la cuenca costera del delta del Níger, en la región del delta del Níger o «sur-sur», que abarca 78 de los 159 yacimientos petrolíferos. La mayoría de los yacimientos petrolíferos de Nigeria son pequeños y dispersos, y en 1990 estos pequeños yacimientos representaban el 62,1 % de toda la producción nigeriana. Esto contrasta con los dieciséis yacimientos más grandes, que producían el 37,9 % del petróleo de Nigeria en ese momento. La gasolina fue el principal producto de importación de Nigeria hasta 2021, representando el 24 % del volumen de importación.
El suministro de gas natural a Europa, amenazado por la guerra de Ucrania, está impulsando proyectos para transportar gas natural nigeriano por gasoductos hasta Marruecos o Argelia. Sin embargo, en mayo de 2022 aún no hay resultados al respecto.

### Industria Manufacturera y Tecnología
Nigeria tiene una industria manufacturera que incluye el cuero y los textiles (centrados en Kano, Abeokuta, Onitsha y Lagos), los plásticos y los alimentos procesados. Se considera que Ogun es el centro industrial actual de Nigeria, ya que la mayoría de las fábricas se encuentran en Ogun y cada vez más empresas se trasladan allí, seguida de Lagos. La ciudad de Aba, en el sureste del país, es muy conocida por la artesanía y el calzado, conocido como «hecho en Aba». Nigeria tiene un mercado de 720 000 coches al año, pero menos del 20 % de estos se producen en el país.

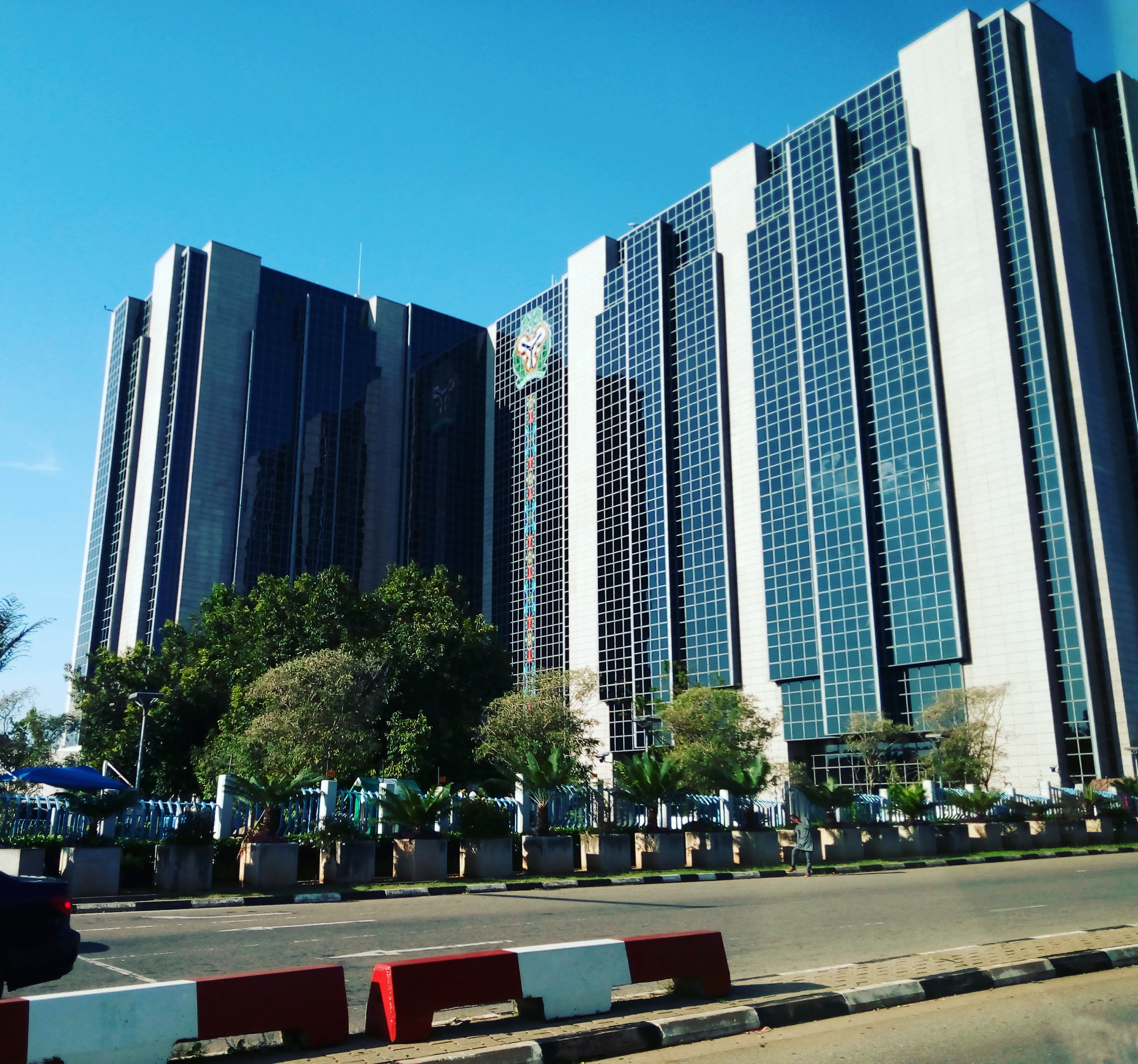
Banco Central de Nigeria

En 2016 (último año del que se dispone de datos), Nigeria fue el primer productor de cemento al sur del Sáhara, por delante de Sudáfrica. Aliko Dangote, el habitante más rico de Nigeria, basó su riqueza en la producción de cemento.  Según su propia información, la Ajaokuta Steel Company Limited produce 1,3 millones de toneladas de acero al año. Esto equivaldría a una sexta parte de la producción de acero del Reino Unido en 2021. Sin embargo, las plantas siderúrgicas de Katsina, Jos y Osogbo ya no parecen estar activas.
En junio de 2019, Nigeria EduSat-1 se desplegó desde la Estación Espacial Internacional. Es el primer satélite que fue construido en Nigeria, que siguió a muchos otros satélites nigerianos que fue construido por otros países. En 2021, Nigeria alberga alrededor del 60 por ciento de la capacidad de producción farmacéutica en África, las empresas farmacéuticas más grandes se encuentran en Lagos. El productor farmacéutico con más empleados en Nigeria es Emzor Pharmaceutical Industries Ltd. Nigeria cuenta con algunos fabricantes electrónicos como Zinox, la primera marca de computadora nigeriana, y fabricantes de aparatos electrónicos como tabletas PC. Para enero de 2022, Nigeria alberga 5 de las 7 empresas unicornio de África.
Según el Índice mundial de innovación, a cargo de la Organización Mundial de la Propiedad Intelectual, en 2024, Nigeria se ubicó en lugar 113 en innovación entre 133 países del mundo;mientras que en 2023 ocupó el lugar 109 y el lugar 114 en 2022.

### Servicios

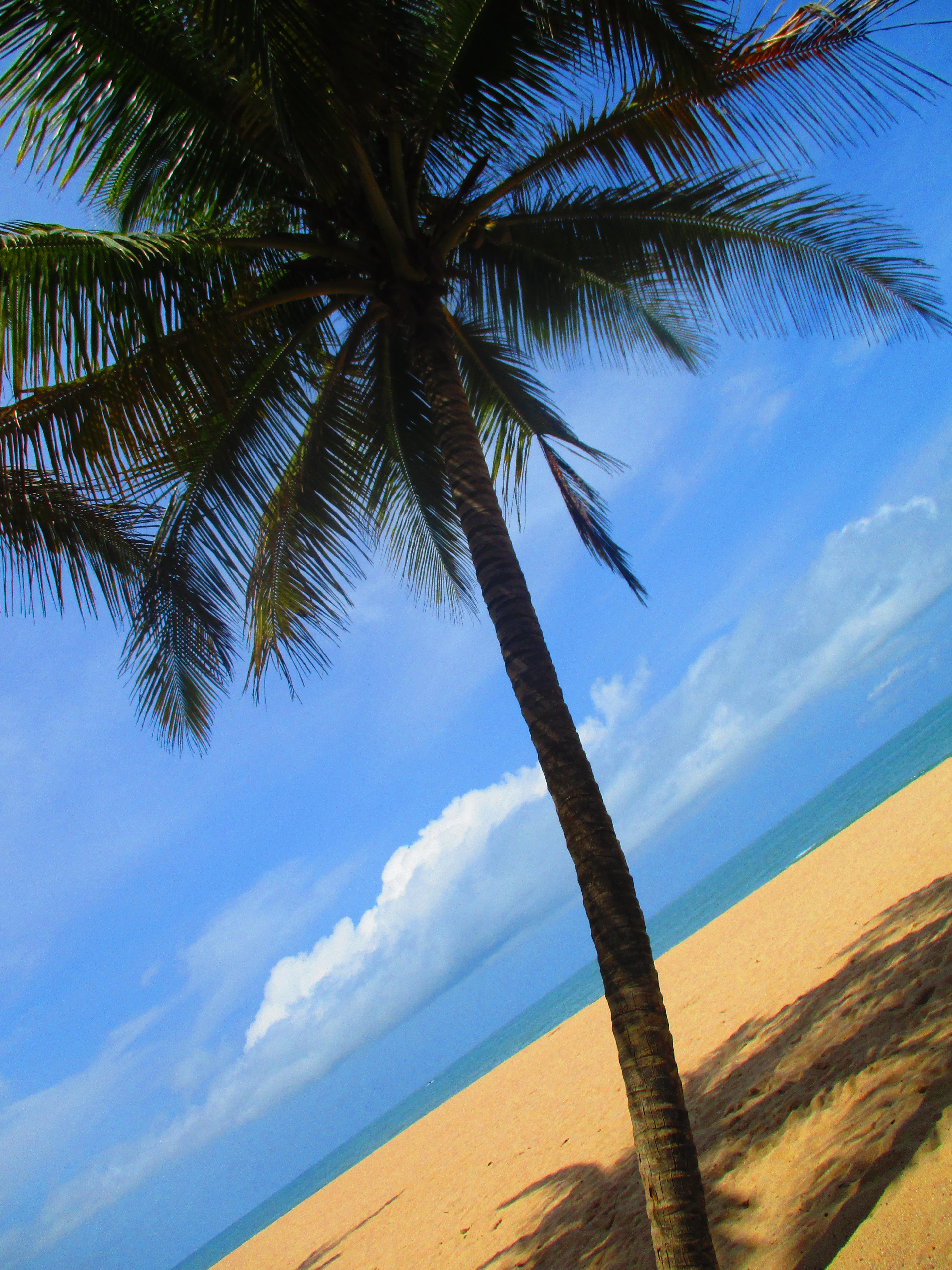
Playa en Lagos

Nigeria tiene un sector de servicios financieros muy desarrollado, con una mezcla de bancos locales e internacionales, empresas de gestión de activos, casas de corretaje, compañías y corredores de seguros, fondos de capital riesgo y bancos de inversión.
Debido a la ubicación de Nigeria en el centro de África, el transporte desempeña un papel importante en el sector nacional de servicios. El Gobierno de Buhari inició mejoras en las infraestructuras después de 2015. Se han llevado a cabo amplias reparaciones de carreteras y nuevas construcciones de forma gradual, a medida que los estados en particular gastan su parte del aumento de las asignaciones gubernamentales. Representativo de estas mejoras es el Segundo Puente del Níger, cerca de Onitsha, que se completó en gran parte en 2022.
El mercado nigeriano de las telecomunicaciones es uno de los de más rápido crecimiento del mundo, con los principales operadores de mercados emergentes (como MTN, 9mobile, Airtel y Globacom) basando sus centros más grandes y rentables en el país.  El sector de las TIC de Nigeria ha experimentado un gran crecimiento, representando el 10 % del PIB de la nación en 2018 en comparación con solo el 1 % en 2001. Lagos está considerado como uno de los mayores centros tecnológicos de África con su próspero ecosistema tecnológico. Según una encuesta de la Asociación GSM, el 92 % de los hombres adultos nigerianos y el 88 % de las mujeres poseían un teléfono celular o móvil. Mediante diversas medidas, entre las que se incluyen detenciones ilegales, la retirada de sitios web, la confiscación de pasaportes y la restricción del acceso a cuentas bancarias, el Gobierno nigeriano castiga a los ciudadanos por expresarse en Internet y trabaja para reprimir la libertad en la Red.

### Turismo
El turismo en Nigeria se centra en gran medida en eventos, debido a la gran cantidad de grupos étnicos del país, pero también incluye selvas tropicales, sabana, cascadas y otras atracciones naturales. Abuya alberga varios parques y zonas verdes. El más grande, el Millennium Park, fue diseñado por el arquitecto Manfredi Nicoletti e inaugurado oficialmente en diciembre de 2003. Tras el proyecto de modernización llevado a cabo por la administración del Gobernador Raji Babatunde Fashola, Lagos se está convirtiendo gradualmente en un importante destino turístico. Lagos está dando pasos para convertirse en una ciudad global. El carnaval Eyo de 2009 (un festival anual originario de Iperu Remo, estado de Ogun) fue un paso hacia el estatus de ciudad mundial. En la actualidad, Lagos es conocida principalmente como una comunidad orientada a los negocios y de ritmo rápido. Lagos se ha convertido en un lugar importante para la identidad cultural africana y negra.
Lagos cuenta con playas de arena junto al océano Atlántico, como la playa Elegush y la playa Alpha. Lagos también cuenta con numerosos complejos turísticos de playa privados, como Inagbe Grand Beach Resort y varios otros en las afueras. Lagos cuenta con una gran variedad de hoteles, desde tres a cinco estrellas, con una mezcla de hoteles locales como Eko Hotels and Suites, Federal Palace Hotel y franquicias de cadenas multinacionales como Intercontinental Hotel, Sheraton y Four Points by Sheraton. Otros lugares de interés son la plaza Tafawa Balewa, la ciudad de Festac, la galería de arte Nike, el parque de la Libertad y la iglesia Catedral de Cristo.

## Demografía
Countrymeters estimó la población de 2017 en alrededor de 190 000 000 de habitantes. Con esto, Nigeria es con mucho el país más poblado de África (el país del continente que le precede es Egipto con alrededor de 104 239 000 de habitantes) y el séptimo país más poblado del mundo, cuenta con aproximadamente un sexto de la población del continente africano. Aunque menos del 50 % de los nigerianos viven en asentamientos urbanos, existen más de 80 ciudades con una población mayor a 100 000 habitantes. La variedad de costumbres, idiomas y tradiciones dadas por los 250 grupos étnicos que coexisten en Nigeria le dan al país una gran diversidad. El grupo étnico dominante de la región norte es el hausa-fulani, de los cuales una gran mayoría son musulmanes. Otros de los grupos étnicos importantes de esa zona son los nupe, tiv, y kanuri.

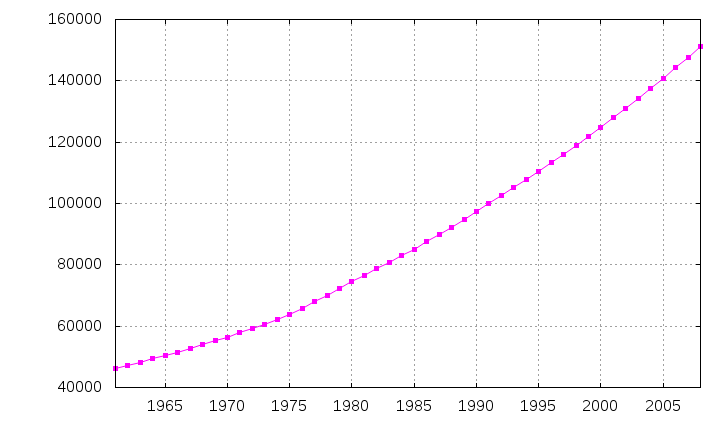
Evolución demográfica entre 1961 y 2003

La etnia yoruba predomina en sur. Más de la mitad de los yorubas son cristianos y cerca de un cuarto, musulmanes. El resto, en su mayoría siguen creencias tradicionales. El grupo predominantemente cristiano igbo es el grupo étnico más grande del sudeste. La mayoría son católicos, aunque los anglicanos, pentecostales y otras denominaciones evangélicas también tienen importancia.
Las comunidades efik, ibibio, annang, e ijaw (los cuatro grupos étnicos más grandes del país) también conforman un segmento sustancial de la población en el área. Personas con diferentes idiomas, generalmente se comunican en inglés, aunque el conocimiento de dos o más idiomas nigerianos es común. Los idiomas más difundidos son el hausa, yoruba e igbo. En los últimos años hubo esporádicos choques entre grupos cristianos y musulmanes, particularmente en el norte del país, en donde hubo presión para introducir la ley islámica o Sharia.
Aunque Nigeria cuenta con una cifra de emigrantes relativamente baja, miles de personas dejan el país cada año, teniendo como destino principal la Unión Europea, sobre todo el Reino Unido, aunque en los últimos años ha crecido el número de nigerianos que se han instalado en Irlanda. Estados Unidos es otro destino habitual de la emigración nigeriana.
A raíz del caos político, se ha complicado el esfuerzo de la Organización Mundial de la Salud para erradicar la poliomielitis del planeta. En el norte de Nigeria se localizó la mitad de todos los casos de poliomielitis registrados en 2003, a pesar de lo cual los clérigos musulmanes han protestado repetidamente contra la vacuna, acusando que se trata de un intento de los occidentales por esterilizar a las niñas musulmanas. El programa nacional de vacunación fue suspendido en varios estados en agosto de 2003, y la enfermedad casi se quintuplicó (119 casos en el primer cuarto del año 2004 contra 24 casos en el 2003). Para mayo de 2004, se reportó que la poliomielitis se había propagado desde allí a muchas otras naciones africanas, las cuales previamente habían sido declaradas libres de esa enfermedad. El 18 de mayo, el estado de Kano aceptó retomar los programas de vacunación utilizando vacunas creadas en Indonesia.
Al año 2007 Nigeria cuenta con una población de 135 000 000 habitantes. El promedio de hijos por mujer es de 5,45, una de las tasas más elevadas de África, lo cual está provocando un crecimiento poblacional nunca visto en la historia del país, se calcula que para el año 2050 este país va a tener 458 100 000 habitantes.

### Lenguas

Mapa lingüístico de Nigeria.

El número de idiomas catalogados en Nigeria actualmente se calcula en 516. Este número incluye 510 lenguas vivas, dos segundas lenguas sin hablantes nativos y nueve lenguas extintas. En algunas zonas de Nigeria, los grupos étnicos hablan más de un idioma. El idioma oficial de Nigeria, el inglés, fue elegido para facilitar la unidad cultural y lingüística del país. La elección del inglés como idioma oficial se relaciona en parte al hecho de que una parte de la población nigeriana habla inglés como consecuencia de la colonización británica que terminó en 1960.
Las principales lenguas habladas en Nigeria representan a las tres grandes familias de lenguas africanas. La mayoría son lenguas del grupo Níger-Congo, como el yoruba y el igbo; el idioma hausa es afroasiático, y el kanuri, hablado en el noreste, principalmente en el Estado de Borno, una lengua miembro de la familia nilo-sahariana.
Aunque la mayoría de los grupos étnicos prefiere comunicarse en su propio idioma, el inglés, por ser la lengua oficial, es ampliamente utilizado para la educación, las transacciones comerciales y con fines oficiales. El inglés como primera lengua, sin embargo, sigue siendo un coto exclusivo de una pequeña minoría de la élite urbana del país, y no se habla en absoluto en algunas zonas rurales. Como la mayoría de población de Nigeria se concentra en las zonas rurales, las principales lenguas de comunicación en el país siguen siendo las lenguas indígenas, algunas de las cuales son reconocidas como lenguas nacionales. Algunas de las más extendidas, en particular el yoruba y el igbo, han derivado en lenguajes estandarizados de una serie de dialectos diferentes y son hablados por diversos grupos étnicos. El inglés pidgin de Nigeria, a menudo conocido simplemente como «pidgin» o «broken» (Broken English), es una lengua criolla derivada del inglés y también una lengua franca popular, aunque con diferentes influencias regionales en dialecto y la jerga. El inglés pidgin es ampliamente hablado en las regiones del delta del Níger, predominantemente en Warri, Sapele, Port Harcourt, Agenebode, Ewu, y Ciudad de Benín.

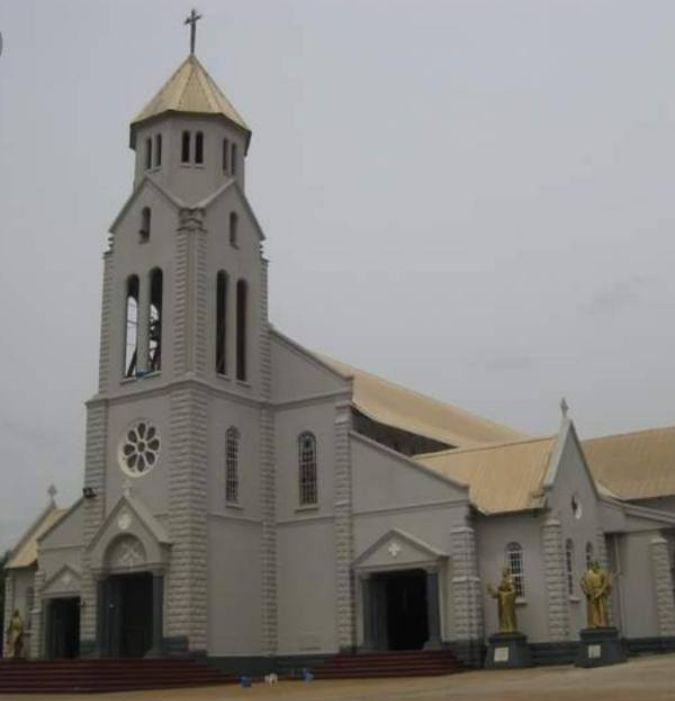
Catedral Basílica de la Santísima Trinidad, Onitsha

### Religión
Nigeria es una sociedad con una gran diversidad religiosa, siendo el islam (que predomina en el norte del país) y el cristianismo (mayoritario en el sur del país) las religiones más profesadas. Los nigerianos se dividen casi a partes iguales entre musulmanes y cristianos, con una ínfima minoría de seguidores de religiones tradicionales africanas y de otras religiones. La proporción de cristianos en la población nigeriana está en declive debido a la menor tasa de fertilidad en comparación con los musulmanes del país. Al igual que en otras partes de África donde predominan el islam y el cristianismo, el sincretismo religioso con las religiones tradicionales africanas es habitual.
Un informe de 2012 sobre religión y vida pública del Pew Research Center afirmaba que, en 2010, el 49,3 % de la población de Nigeria era cristiana, el 48,8 % musulmana y el 1,9 % seguidores de religiones indígenas y otras religiones o no afiliados. Sin embargo, en un informe publicado por el Pew Research Center en 2015, se estimaba que la población musulmana era del 50 % y, según el informe, en 2060 los musulmanes representarán alrededor del 60 % del país.  El censo de 2010 de la Asociación de Archivos de Datos de Religión también ha informado de que el 48,8 % de la población total era cristiana, ligeramente superior a la población musulmana del 43,4 %, mientras que el 7,5 % eran miembros de otras religiones. Sin embargo, estas estimaciones deben tomarse con precaución porque los datos de la muestra se recogen principalmente de las principales zonas urbanas del sur, que son predominantemente cristianas.

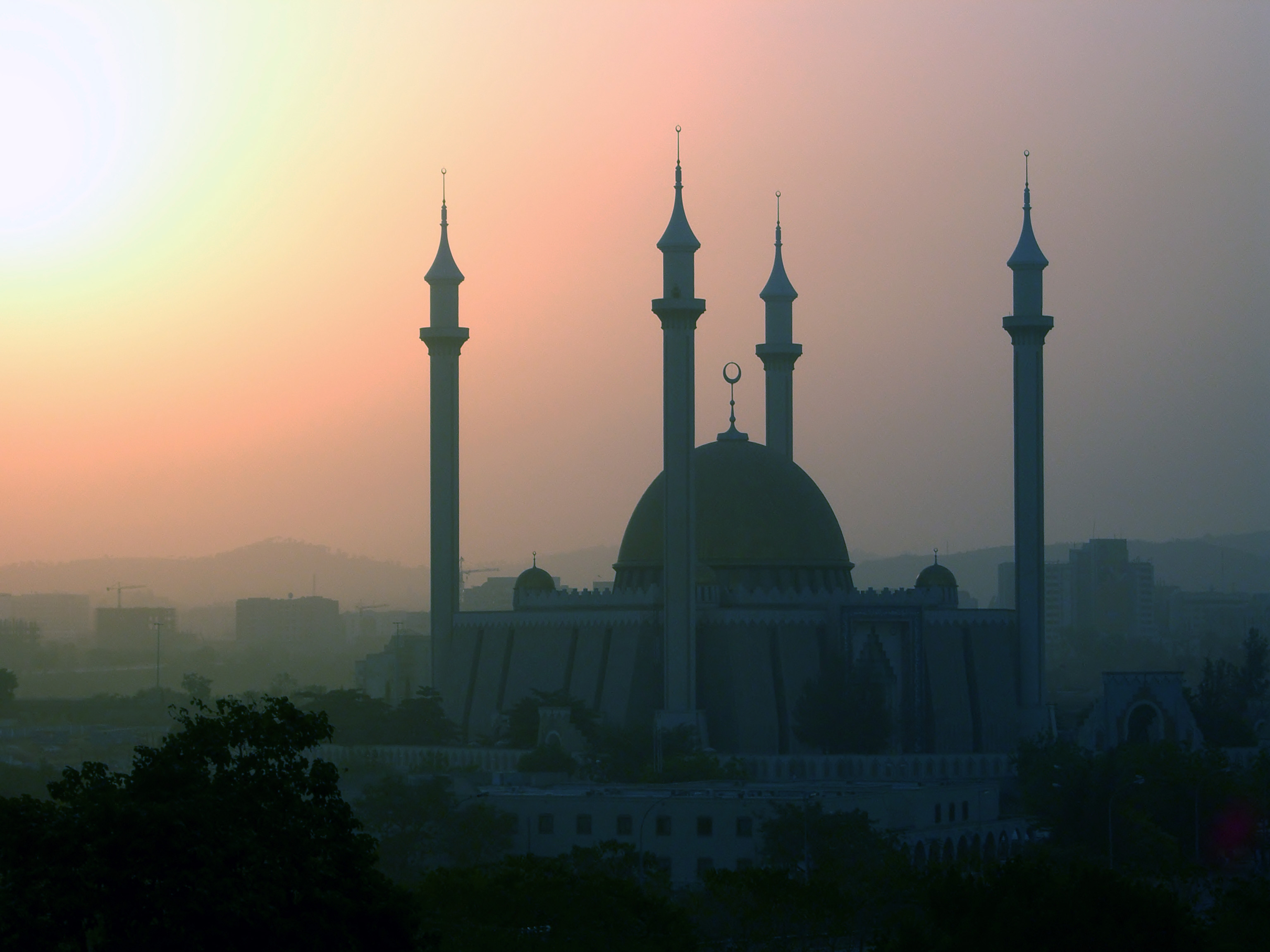
Mezquita nacional de Abuya

La mayoría de los aproximadamente 70 millones de cristianos nigerianos son cristianos católicos (al menos 18,9 millones) o cristianos anglicanos (18 millones), pero un grupo diverso de iglesias protestantes también cuentan con un número significativo de miembros, como los bautistas (la Convención Bautista Nigeriana afirma tener 6 millones de fieles), los presbiterianos, las Asambleas de Dios, los metodistas, la Iglesia Evangélica Reformada de Cristo y las llamadas iglesias de Aladura (iglesias independientes pentecostales y espiritistas surgidas de la Iglesia anglicana durante el colonialismo).
El Islam domina el noroeste de Nigeria (hausa, fulani y otros), con un 99 % de musulmanes, y el noreste (kanuri, fulani y otros grupos). En el oeste, la tribu yoruba es predominantemente de origen mixto musulmán y cristiano, con unos pocos seguidores de religiones tradicionales. El protestantismo y el cristianismo de cultivo local se practican ampliamente en las zonas occidentales, mientras que el catolicismo es una característica cristiana más prominente del sureste de Nigeria. Tanto el catolicismo romano como diversas formas de protestantismo se observan en las tierras ibibio, efik, ijo y ogoni del sur. Los igbos (predominantes en el este) y los ibibio (sur) son cristianos en un 98 %, con un 2 % de practicantes de religiones tradicionales. El cinturón central de Nigeria contiene el mayor número de grupos étnicos minoritarios de Nigeria, que resultaron ser en su mayoría cristianos y miembros de religiones tradicionales, con una pequeña proporción de musulmanes.

### Salud

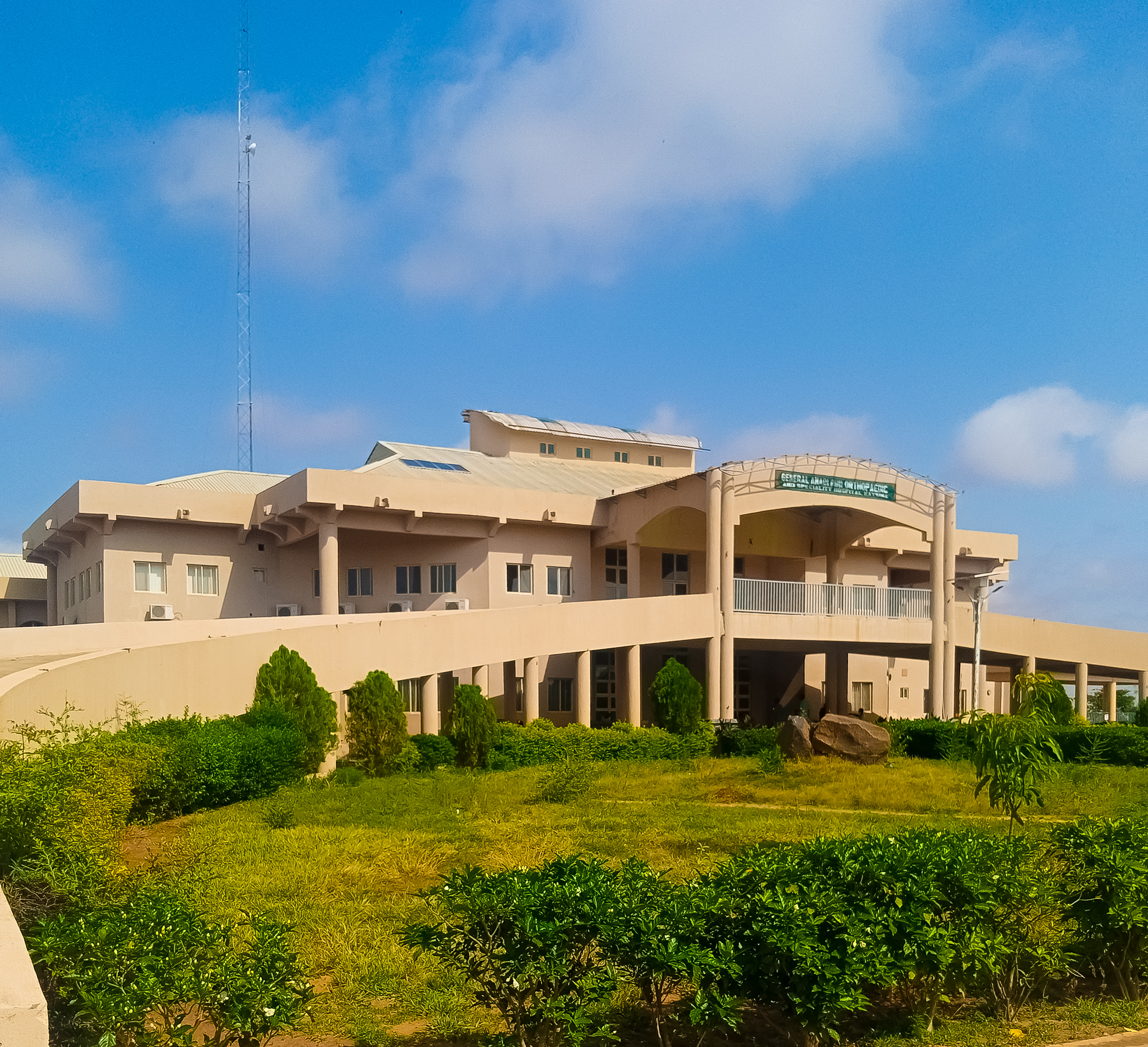
Hospital Ortopédico y Especializado Amadi Rimi en Katsina

La prestación de asistencia sanitaria en Nigeria es una responsabilidad concurrente de los tres niveles de gobierno del país y del sector privado. Nigeria ha estado reorganizando su sistema sanitario desde la Iniciativa de Bamako de 1987, que promovió formalmente métodos basados en la comunidad para aumentar la accesibilidad de la población a los medicamentos y a los servicios de asistencia sanitaria, en parte mediante la aplicación de tarifas a los usuarios. La nueva estrategia aumentó drásticamente la accesibilidad mediante la reforma de la asistencia sanitaria basada en la comunidad, lo que se tradujo en una prestación de servicios más eficiente y equitativa. Se extendió una estrategia de enfoque integral a todos los ámbitos de la atención sanitaria, con la consiguiente mejora de los indicadores de atención sanitaria y la mejora de la eficiencia y el coste de la atención sanitaria.
La tasa de VIH/sida en Nigeria es mucho más baja en comparación con otras naciones africanas como Botsuana o Sudáfrica, cuyas tasas de prevalencia (porcentaje) son de dos dígitos. En 2019, la tasa de prevalencia del VIH entre adultos de 15 a 49 años era del 1,5 %. La esperanza de vida en Nigeria es de 54,7 años de media, y el 71 % y el 39 % de la población tienen acceso a fuentes mejoradas de agua y saneamiento mejorado, respectivamente. En 2019, la mortalidad infantil es de 74,2 muertes por cada 1000 nacidos vivos.
En 2012, la Universidad de Nigeria puso en marcha un nuevo programa de donantes de médula ósea para ayudar a las personas con leucemia, linfoma o anemia falciforme a encontrar un donante compatible para un trasplante de médula ósea que les salve la vida y les cure de sus dolencias. Nigeria se convirtió en el segundo país africano en llevar a cabo con éxito esta intervención quirúrgica. En el brote de ébola de 2014, Nigeria fue el primer país en contener y eliminar eficazmente la amenaza del ébola que asolaba a otros tres países de la región de África Occidental; el método único de rastreo de contactos empleado por Nigeria se convirtió en un método eficaz utilizado posteriormente por países como Estados Unidos cuando se descubrieron amenazas de ébola.
El sistema sanitario nigeriano se enfrenta continuamente a una escasez de médicos conocida como "fuga de cerebros", debido a la emigración de médicos nigerianos cualificados a Norteamérica y Europa. En 1995, se estimaba que 21 000 médicos nigerianos ejercían sólo en Estados Unidos, lo que equivale aproximadamente al número de médicos que trabajan en la administración pública nigeriana. Retener a estos profesionales tan caros ha sido señalado como uno de los objetivos del gobierno.

## Cultura

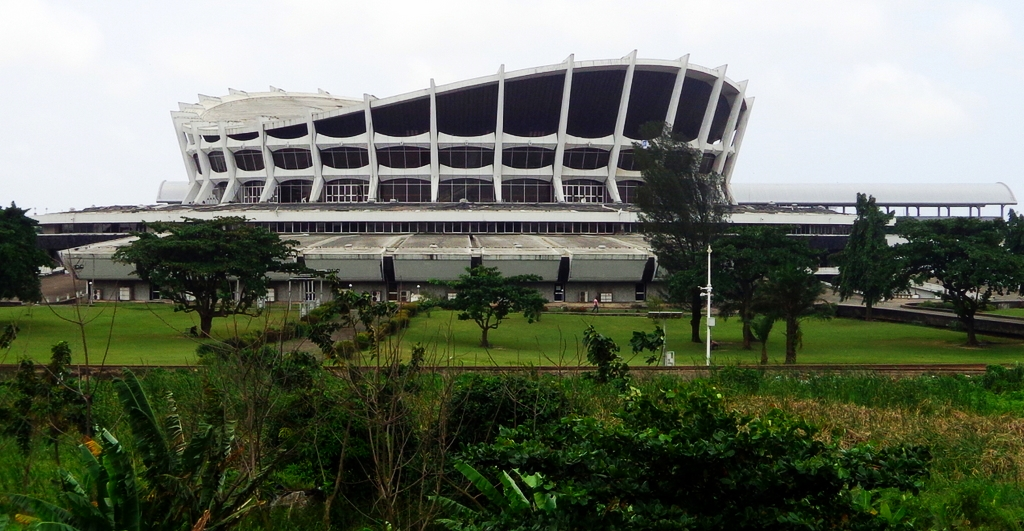
Teatro Nacional de las Artes en Lagos al sur de Nigeria

La personalidad más relevante de la cultura nigeriana es Chinua Achebe (Ogidi, 16 de noviembre de 1930). Novelista, poeta y crítico literario, es sobre todo conocido por una de sus obras: «Todo se desmorona» (Things Fall Apart), una de las novelas africanas más leídas en el mundo. Chimamanda Ngozi Adichie es otra destacada novelista nigeriana autora de «Medio sol amarillo», entre otras.
En el ámbito musical destaca el multinstrumentista, compositor y activista de los derechos humanos Fela Kuti (1938–1997).
Hay tres tipos de matrimonio en Nigeria hoy en día.
Matrimonio Religioso: Generalmente son cristianos o musulmanes, se celebran de acuerdo con las normas de las respectivas de enseñanza religiosas y tienen lugar en una iglesia o mezquita.
Matrimonio Tradicional: Suelen celebrarse en casa de la esposa y se celebran de acuerdo con las costumbres del grupo étnico implicado.
Matrimonio Civil: Las bodas civiles se celebran en una oficina del gobierno. (A los hombres solo se les permite una esposa en una boda civil independientemente de su religión).

### Cine
Con el auge del petróleo nace Nollywood, la industria del cine de Nigeria, que se ha convertido en la segunda más grande en el mundo delante de Hollywood y por detrás de Bollywood, con más de 7000 títulos en 13 años.

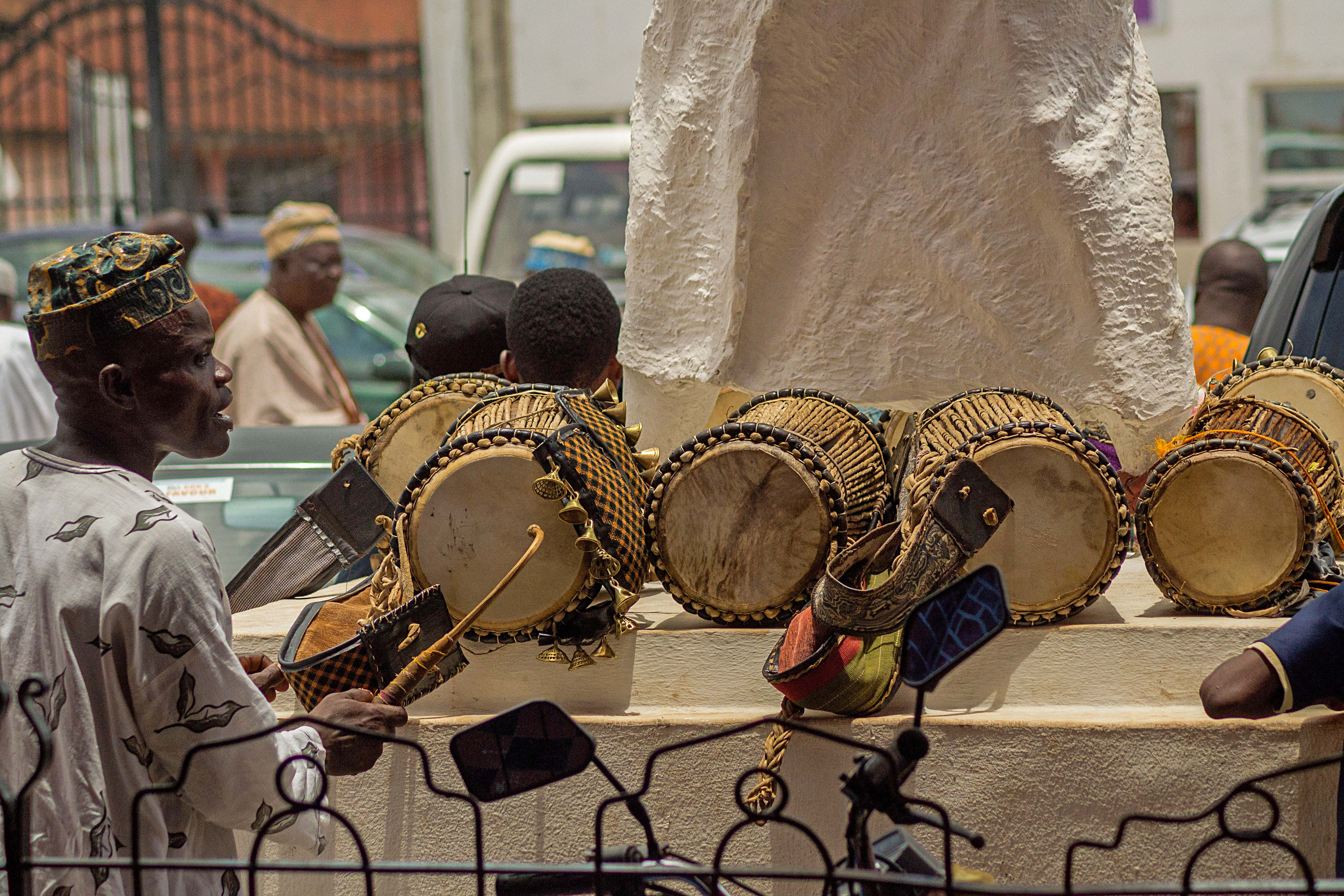
Tambores tradicionales de Nigeria

### Música
La música de Nigeria incluye muchas clases de música tradicional y popular africanas. Se relaciona con múltiples grupos étnicos del país, cada uno con sus propias técnicas, instrumentos y canciones. Poco se sabe sobre la historia de la música del país antes del contacto europeo, aunque algunas tallas de bronce que se han encontrado databan de los siglos XVI y XVII y representan músicos con sus instrumentos.
Nigeria ha sido denominada «el corazón de la música africana» debido a su papel en el desarrollo de la música africana, el highlife (Ghana y Sierra Leona) y el palm-wine o maringa (Sierra Leona), que funde ritmos nativos con las técnicas importadas de Congo para el desarrollo de varios géneros populares que son genuinos de Nigeria, como el apala, el fuji, el jùjú y el yo-pop. Posteriormente, los músicos nigerianos crearon sus propios géneros derivados de la cultura hip hop estadounidense destacando el hiplife, (véase hip hop nigeriano) y del reggae jamaicano (véase reggae nigeriano). La expansión musical de Nigeria ha sido bien recibida internacionalmente como es el caso de canciones como Joro o Jerusalema no solo en los campos de la música tradicional y popular, sino también en la música occidental en general por compositores como Fela Sowande.
La cantante británica Sade nació en Nigeria, siendo hija de padre nigeriano y madre británica.
El ganador del talent show musical OT2018, Famous Oberogo, nació en Nigeria.

### Gastronomía
La gastronomía de Nigeria, al igual que la del resto de África Occidental, es conocida por su variedad y riqueza. Se utilizan distintas especias, hierbas y saborizantes en conjunto con aceite de palma y de maní para crear salsas de sabor intenso y sopas, las cuales a menudo son muy picantes gracias al sabor de pimientos y chiles. Los banquetes nigerianos son coloridos y diversos, mientras que los mercados aromáticos y los puestos de comida a un costado de la carretera hacen barbacoas y una gran variedad de frituras.

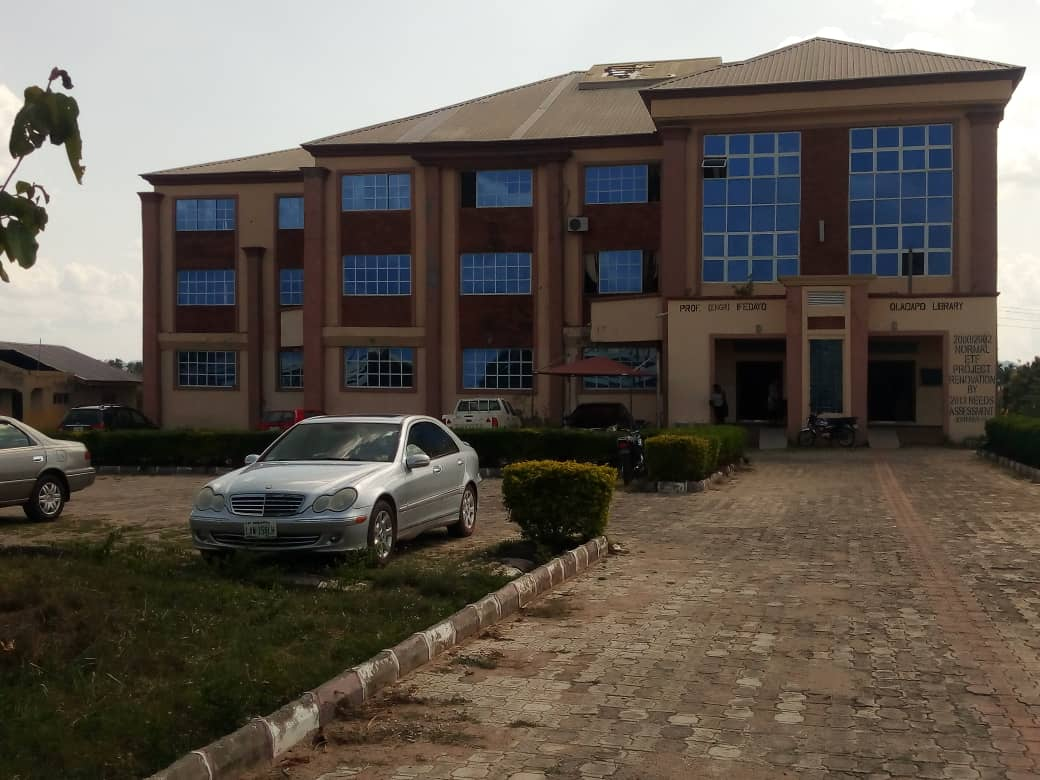
Biblioteca Universitaria Ifedayo Oladapo, Universidad Estatal de Ekiti

### Literatura
La mayor parte de la literatura nigeriana está escrita en inglés, en parte porque este idioma lo entiende la mayoría de los nigerianos. Sin embargo, existe literatura en las lenguas yoruba, hausa e igbo (los tres pueblos o etnias más importantes de Nigeria) y, en el caso de los hausa, por ejemplo, puede remontarse a una tradición centenaria. Con Wole Soyinka, Nigeria puede presentar un Premio Nobel de Literatura. Chinua Achebe ganó el prestigioso Premio Booker en 2007 y Ben Okri en 1991. Achebe también ganó el Premio de la Paz del Comercio Librero Alemán en 2002.

### Moda
La industria de la moda en Nigeria contribuye significativamente a la economía del país. Se suele llevar ropa informal, pero también se usan estilos formales y tradicionales dependiendo de la ocasión. Nigeria es conocida no sólo por sus tejidos y prendas de moda, sino también por sus diseñadores de moda, que cada vez gozan de mayor reconocimiento internacional. Euromonitor calcula que el mercado subsahariano de la moda tiene un valor de 31 000 millones de dólares, de los que Nigeria representa el 15 %. Nigeria no sólo es conocida por sus numerosos tejidos y prendas de moda que son un secreto de su cultura. También ha producido muchos diseñadores de moda que han desarrollado muchas técnicas y negocios a lo largo del camino.

## Deporte

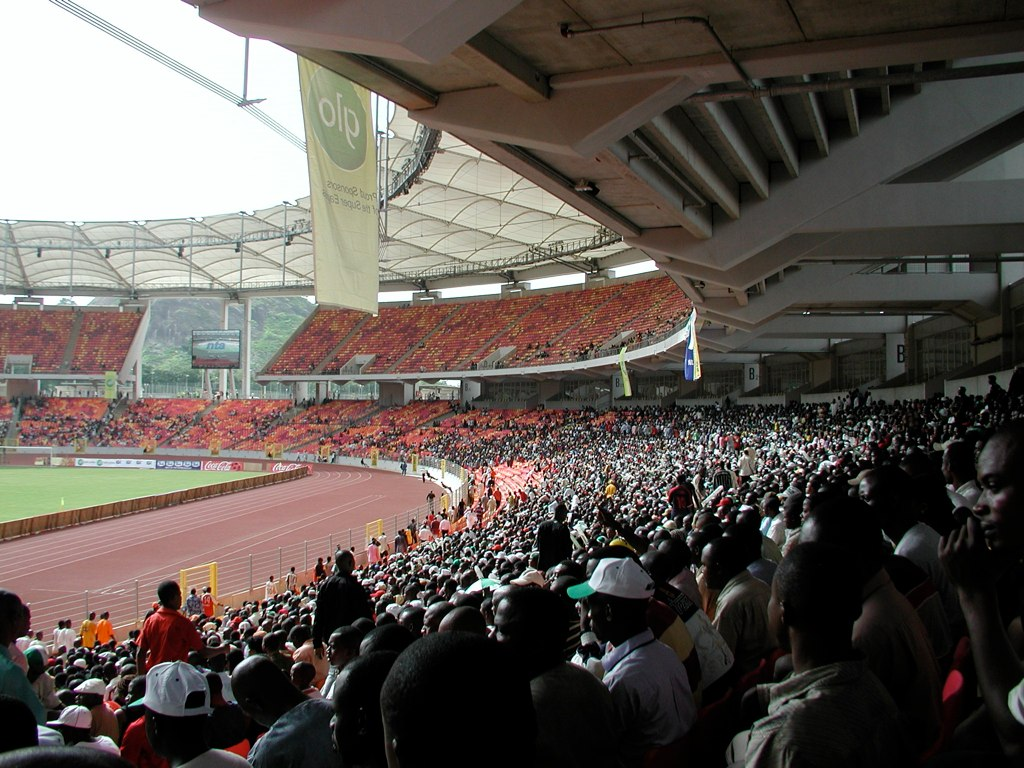
El Estadio Nacional de Abuya puede recibir unas 60 000 personas sentadas

El deporte más popular en Nigeria es el fútbol y cuenta con su propia Liga Premier. Se ha clasificado a seis Mundiales: 1994, 1998, 2002, 2010, 2014 y 2018. Además, el país ha salido campeón de la Copa Africana de Naciones en tres ocasiones: 1980, 1994 y 2013.
Otros de los deportes populares entre los nigerianos incluyen el baloncesto, el críquet, el atletismo y las artes marciales mixtas. Nigeria ha competido en los Juegos Olímpicos desde Helsinki 1952 y ha obtenido medallas en disciplinas como el boxeo, fútbol, atletismo, levantamiento de pesas y taekwondo. El Comité Olímpico de Nigeria es el encargado de la representación del país en los Juegos Olímpicos. Nigeria aún no ha participado en ninguna edición de los Juegos Olímpicos de Invierno. El famoso baloncestista Hakeem Olajuwon es originario de Nigeria.

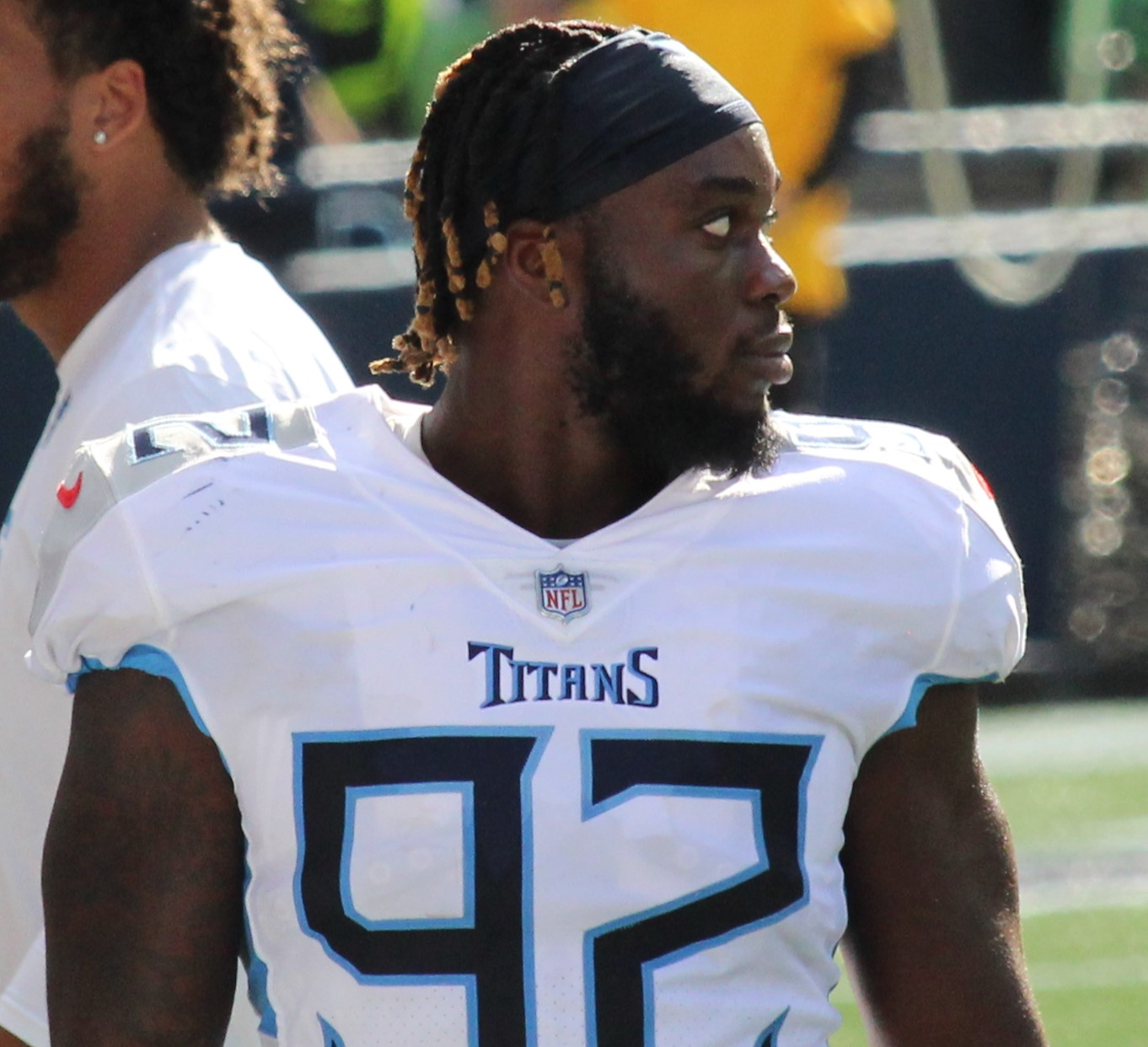
Ola Adeniyi jugador nigeriano de Fútbol americano

Nigeria hizo historia al clasificar al primer equipo de bobsled de África para los Juegos Olímpicos de Invierno cuando su equipo femenino de dos personas se clasificó para la competición de bobsled en los XXIII Juegos Olímpicos de invierno. A principios de la década de 1990, el Scrabble se convirtió en deporte oficial en Nigeria. A finales de 2017, había alrededor de 4000 jugadores en más de 100 clubes del país. En 2018, se creó la Federación Nigeriana de Curling para introducir un nuevo deporte en el país con la esperanza de conseguir que el juego forme parte del plan de estudios en los niveles de primaria, secundaria y universidad, respectivamente. En el Campeonato Mundial de Curling de Dobles Mixtos de 2019, celebrado en Noruega, Nigeria ganó su primer partido internacional al vencer a Francia por 8-5.
Nigeria contó con equipos nacionales femeninos y masculinos de voleibol de playa que compitieron en la Copa Continental de Voleibol de Playa de la CAVB 2018-2020. Los equipos nacionales sub-21 del país se clasificaron para los Campeonatos del Mundo Sub-21 de Voleibol de Playa de la FIVB 2019.